# Palerme
Pour les articles homonymes, voir Palerme (homonymie) et Palermo.
Palerme (/palɛʁm/ ; en italien : Palermo /paˈlɛrmo/  ; en sicilien : Palermu /pa.ˈlɛr.mʊ/) est une ville du Sud de l'Italie, chef-lieu de la région autonome de Sicile et de la ville métropolitaine de Palerme, qui englobe son aire urbaine. Palerme est renommée pour son histoire, sa culture, ses monuments architecturaux, son climat méditerranéen et sa cuisine. Située au nord-ouest de la Sicile, elle est baignée par les eaux de la baie de Palerme, dans la mer Tyrrhénienne.
Fondée par les Phéniciens sous le nom de Zyz (« fleur »), désignée par les Grecs sous le nom de Pánormos, la ville est renommée Panormus par les Romains, qui tiennent la ville tout au long des périodes républicaine et impériale. C'est de 831 à 1072 que la cité de Balarm, comme elle est appelée sous la domination arabe de l'émirat de Sicile, accède pour la première fois au rang de capitale de la Sicile. La conquête normande confirme sa prééminence sur le reste de l'île et elle demeure la capitale du royaume de Sicile de 1130 à 1816,.
La population de l'agglomération de Palerme est estimée par Eurostat à 855 285 habitants tandis que son aire urbaine de 1,2 million d'habitants la place à la cinquième position italienne. La majorité des Palermitains parlent l'italien ainsi que le dialecte palermitano du sicilien.
Pôle industriel et tertiaire de la Sicile, son économie est orientée vers les secteurs du tourisme, des services, du commerce et agricole, en plus de bénéficier de la présence d'un aéroport international. Néanmoins, ses données sont largement sous-évaluées en raison de l'ampleur de son économie souterraine. Appréciée pour sa culture et son ambiance méditerranéennes, elle attire de plus en plus de touristes italiens comme étrangers. Certains de ses monuments sont classés au patrimoine mondial de l'UNESCO en raison de leur contribution à la richesse et diversité culturelles de la « Palerme arabo-normande ». Son vaste centre historique, longtemps négligé et délabré par les assauts du temps, subit  un processus de restauration.
La religion catholique occupe une position cruciale dans la culture palermitaine. La patronne de la ville est sainte Rosalie de Palerme, célébrée tous les ans le 15 juillet.

## Géographie

### Situation
Palerme se situe sur la côte nord-ouest de la Sicile. La côte est de l'île se situe à un peu plus de 200 km (Catane et Messine). Rome est à 424 km au nord à vol d'oiseau via la mer.

### Topographie

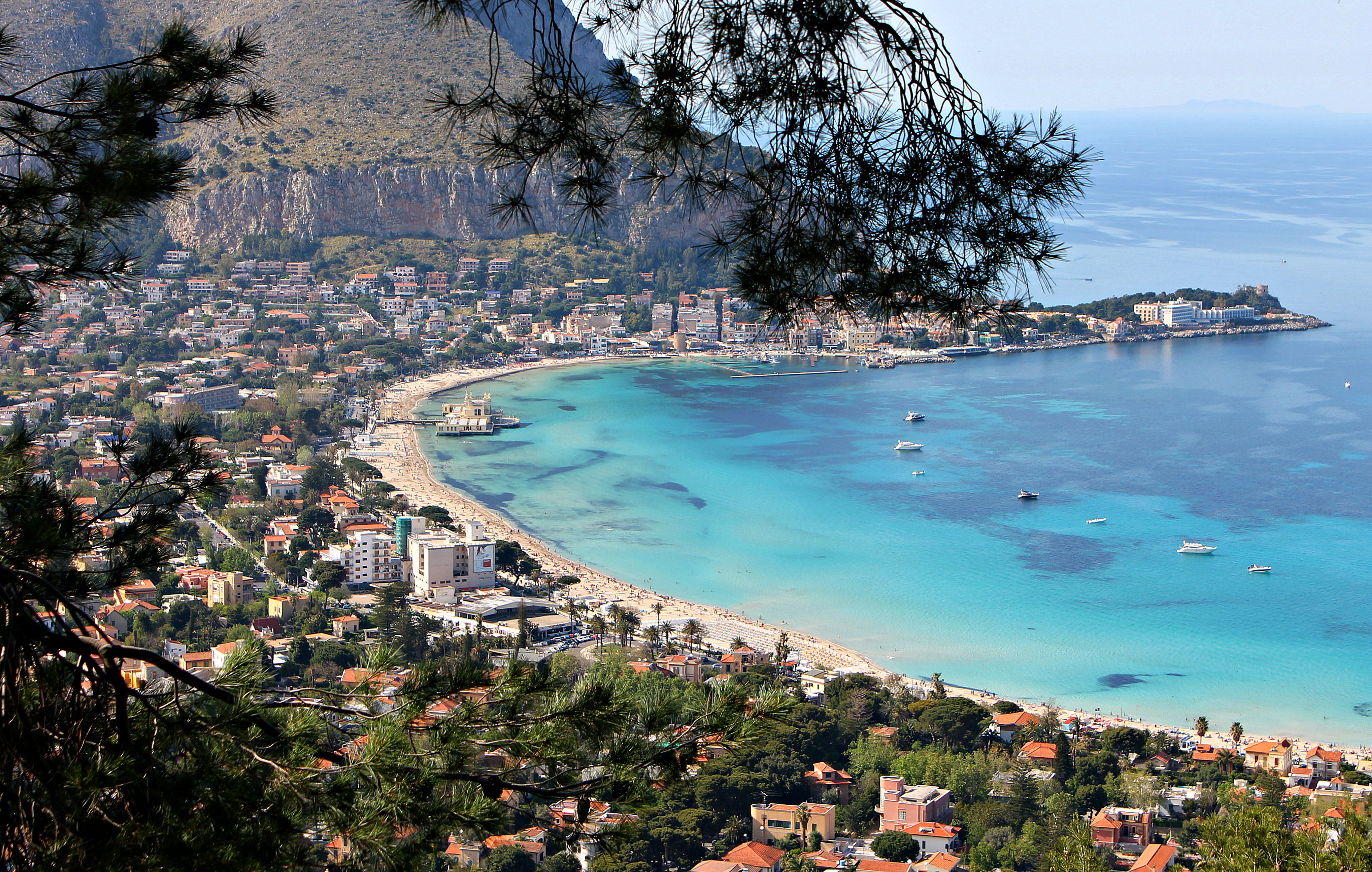
La baie de Mondello vue du mont Pellegrino.

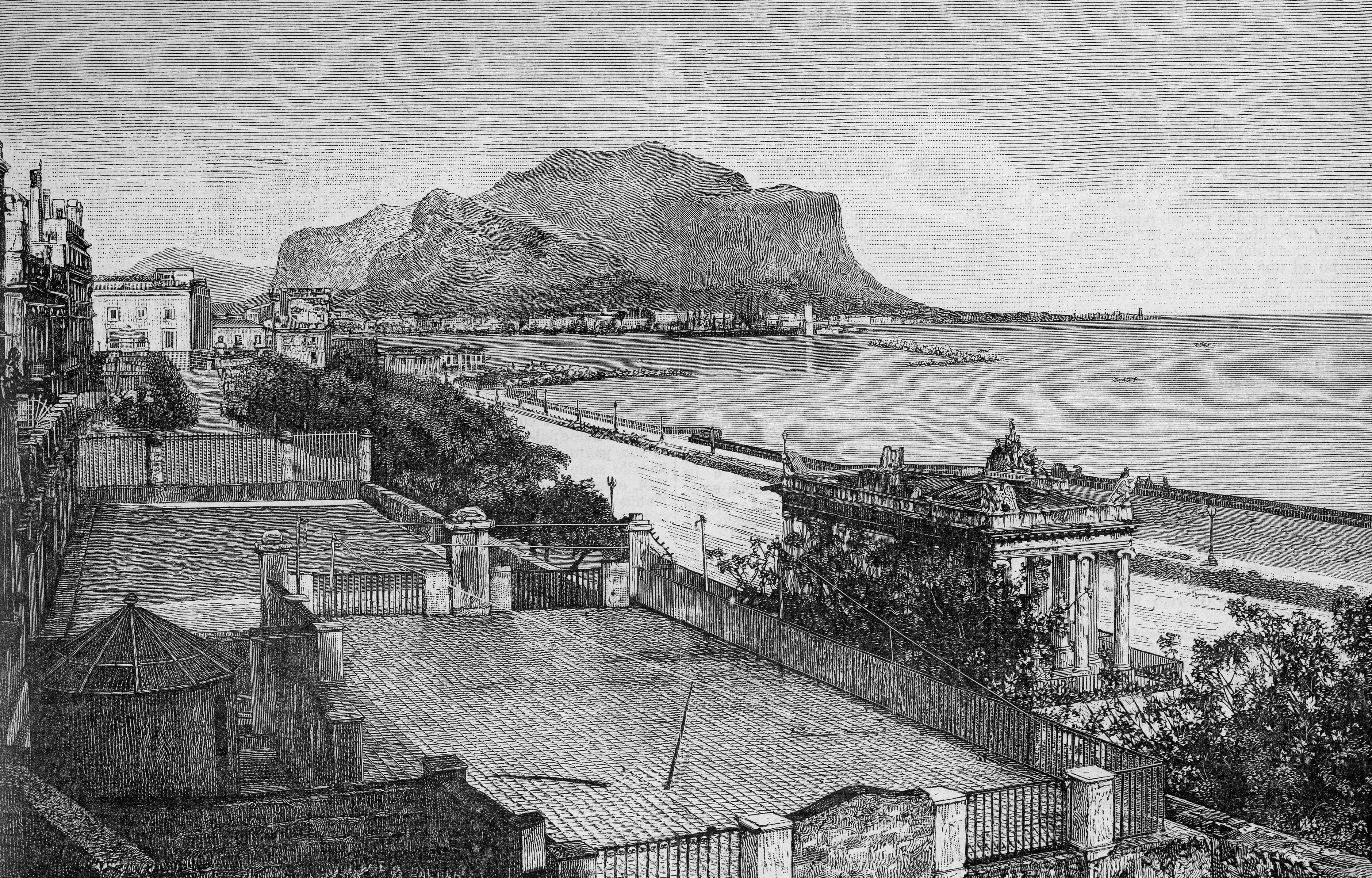
Xylographie du XIXe siècle représentant le mont Pellegrino, icône du paysage urbain de Palerme, vu depuis le foro Italico.

Palerme s'étend le long d'une plaine parcourue par les fleuves côtiers Papireto, Kemonia et Oreto. Les Arabes, après y avoir semé les graines des vastes orangeraies qui ont fait sa renommée pendant longtemps, nommèrent ce bassin la Conca d'Oro (« conque d'or ») au IXe siècle. En surplomb de la plaine, plusieurs sommets encerclent la ville, qui se retrouve enserrée entre la mer Tyrrhénienne et les montagnes, tel le mont Pellegrino au nord, qui culmine à 606 m d'altitude. Plusieurs réserves naturelles se trouvent à proximité, dont celles du Monte Pellegrino et de Capo Gallo.
Historiquement, les communications entre la ville et les régions intérieures de la Sicile étaient rendues difficiles par les montagnes. Le plus haut sommet environnant est le mont Pizzuta, qui culmine à 1 333 m d'altitude. La falaise du mont Pellegrino, qui domine la mer de toute sa hauteur, est décrite par Johann Wolfgang von Goethe comme « le plus beau promontoire du monde » dans son Voyage en Italie.

### Climat
Palerme bénéficie d'un climat méditerranéen (classification climatique de Köppen : Csa) caractérisé par des hivers doux et humides et des étés chauds et secs grâce à la prédominance des hautes pressions subtropicales. Palerme est l'une des villes les plus chaudes d'Italie et d'Europe car, bien que la chaleur du jour ne soit pas souvent excessive grâce à l'effet modérateur des brises marines, les températures nocturnes diminuent peu par rapport à celles de la journée et sont par conséquent remarquablement élevées, avec une moyenne annuelle de 19 °C. Elle reçoit environ 3 000 heures d'ensoleillement par an. Les chutes de neige sont très rares et éphémères lorsqu'elles se produisent ; il n'a neigé qu'une dizaine de fois à Palerme depuis 1945. Les plus grosses chutes de neige survenues dans la ville ont eu lieu en 1949 et en 1956, lors de vagues de froid intenses qui ont vu la température passer sous les 0 °C (exceptionnel sur les côtes siciliennes). Des chutes de neige de moindre importance se sont produites en 1981, 1986, 1999 et 2014. Le record de température minimale mesuré à Palerme est de −2,5 °C en février 1967. Durant la canicule exceptionnelle de juillet 2023 il a été mesuré une valeur record de 47 °C à l'observatoire de Palerme. La température annuelle moyenne de la mer est supérieure à 19 °C ; elle s'échelonne de 14 °C en février à 26 °C en août. Elle dépasse le seuil des 21 °C (en dessous duquel l'eau est trop fraîche pour la baignade) de juin à octobre.
| Mois                              | jan.  | fév.  | mars  | avril | mai   | juin  | jui.  | août  | sep.  | oct.  | nov.  | déc.  | année   |
| --------------------------------- | ----- | ----- | ----- | ----- | ----- | ----- | ----- | ----- | ----- | ----- | ----- | ----- | ------- |
| Température minimale moyenne (°C) | 9,8   | 9,5   | 10,7  | 12,7  | 16,1  | 19,7  | 22,5  | 23,4  | 21,1  | 17,8  | 14,6  | 11,7  | 15,8    |
| Température moyenne (°C)          | 12,3  | 12,3  | 13,8  | 15,9  | 19,5  | 23,2  | 26    | 26,8  | 24,1  | 20,9  | 17,4  | 14,1  | 18,9    |
| Température maximale moyenne (°C) | 14,9  | 15,1  | 16,9  | 19,2  | 23    | 26,7  | 29,5  | 30,3  | 27,2  | 24    | 20,2  | 16,5  | 22      |
| Ensoleillement (h)                | 146,2 | 167,4 | 202,8 | 293,4 | 300,2 | 312,4 | 361,3 | 323,5 | 293,8 | 238,5 | 190,8 | 138,1 | 2 968   |
| Précipitations (mm)               | 161,7 | 133,3 | 117,1 | 72,2  | 34,5  | 24,8  | 11,6  | 24,4  | 109,7 | 153,3 | 124,4 | 165,5 | 1 132,6 |

### Hydrographie
Des trois fleuves côtiers historiques de la ville, seul l'Oreto, qui sépare le centre historique des quartiers ouest plus industriels, est toujours présent. Le Papireto et la Kemonia sont désormais recouverts. Leur ancien emplacement est discernable à travers le tracé urbain de certaines rues. Quant aux plaines marécageuses formées aux embouchures des anciens torrents du bassin de Palerme et dont le débit fluctuait fortement en fonction des saisons, elles ont connu un sort similaire après avoir été assainies.

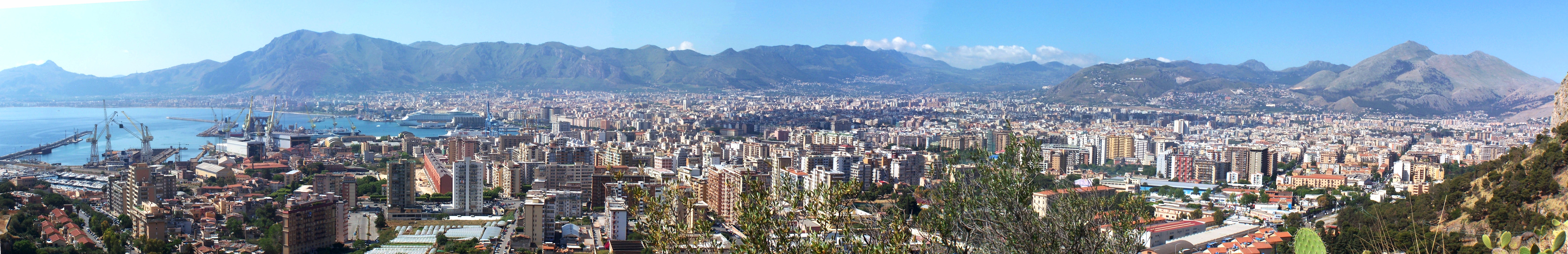
Panorama de Palerme vue depuis le mont Pellegrino.

### Voies de communication et transports
Selon une enquête, les Palermitains passent en moyenne 63 minutes par jour dans les transports en commun, la plupart du temps pour se rendre sur leur lieu de travail ou en revenir. 14 % des usagers des transports urbains voyagent plus de 2 heures par jour. Le temps moyenne d'attente à un arrêt ou une station est de 23 minutes, tandis que 48 % des usagers attendent généralement plus de 20 minutes chaque jour. La distance moyenne que les gens parcourent habituellement en un seul trajet de transports en commun est de 4,4 km, et seuls 3 % d'entre eux dépassent 12 km.

#### Infrastructures routières

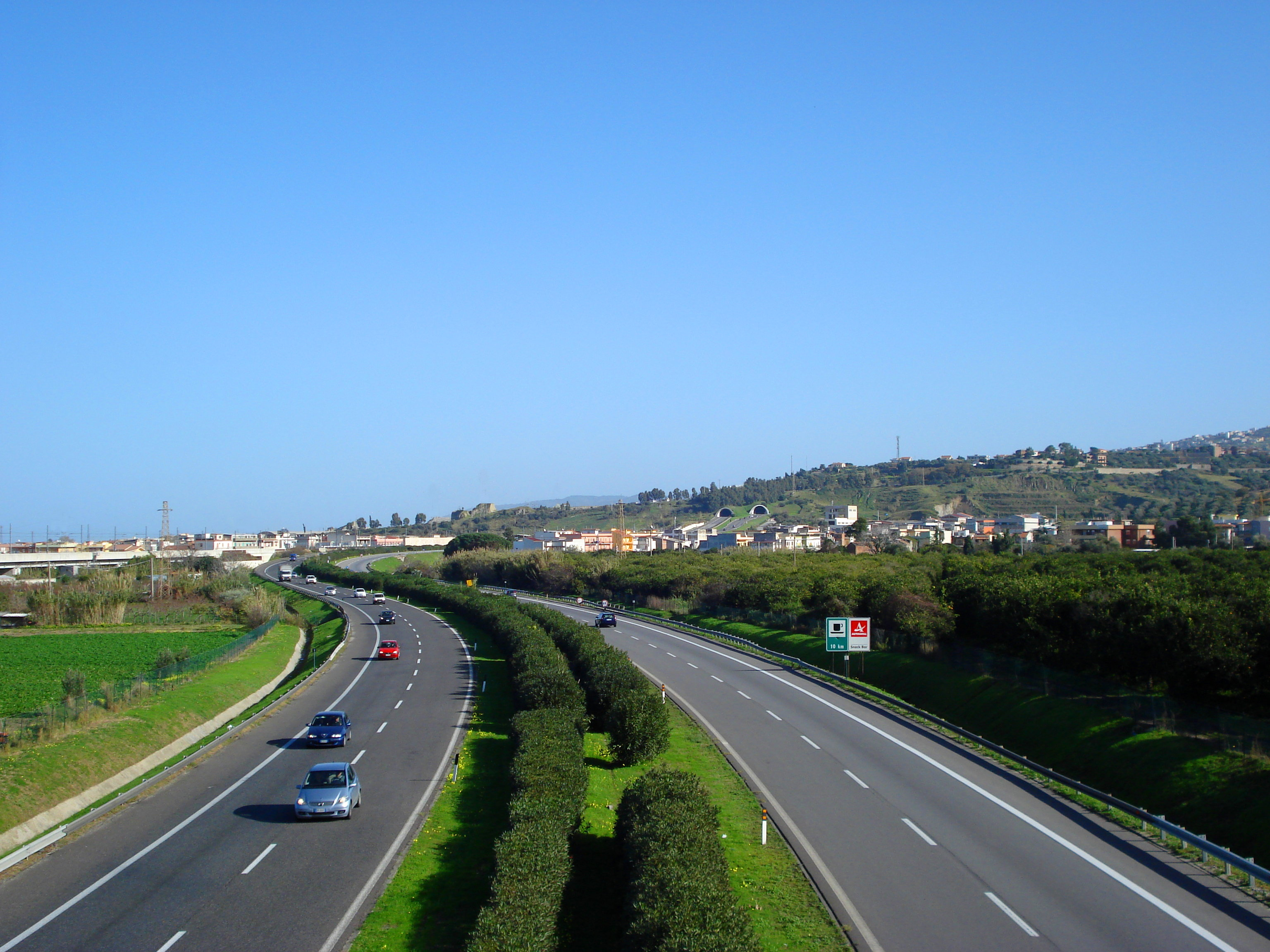
L'autoroute A20 entre Messine et Palerme.

Carrefour du réseau routier sicilien, la ville de Palerme est située à la jonction des autoroutes A29 vers Mazara del Vallo en passant par l'aéroport Falcone-Borsellino et Trapani à l'ouest, A19 vers Catane au sud-est, et A20 vers Messine à l'est. La via Regione Siciliana relie ces grands axes, et constitue la principale artère de circulation de l'agglomération palermitaine. Les routes nationales SS113, 121, 186 et 624 traversent la ville.
La compagnie sicilienne de transports (AST), met à la disposition des habitants de la ville 35 lignes de bus reliant Palerme à toute la région.
Palerme est en outre un étape clé sur la route européenne 90.

#### Transports urbains

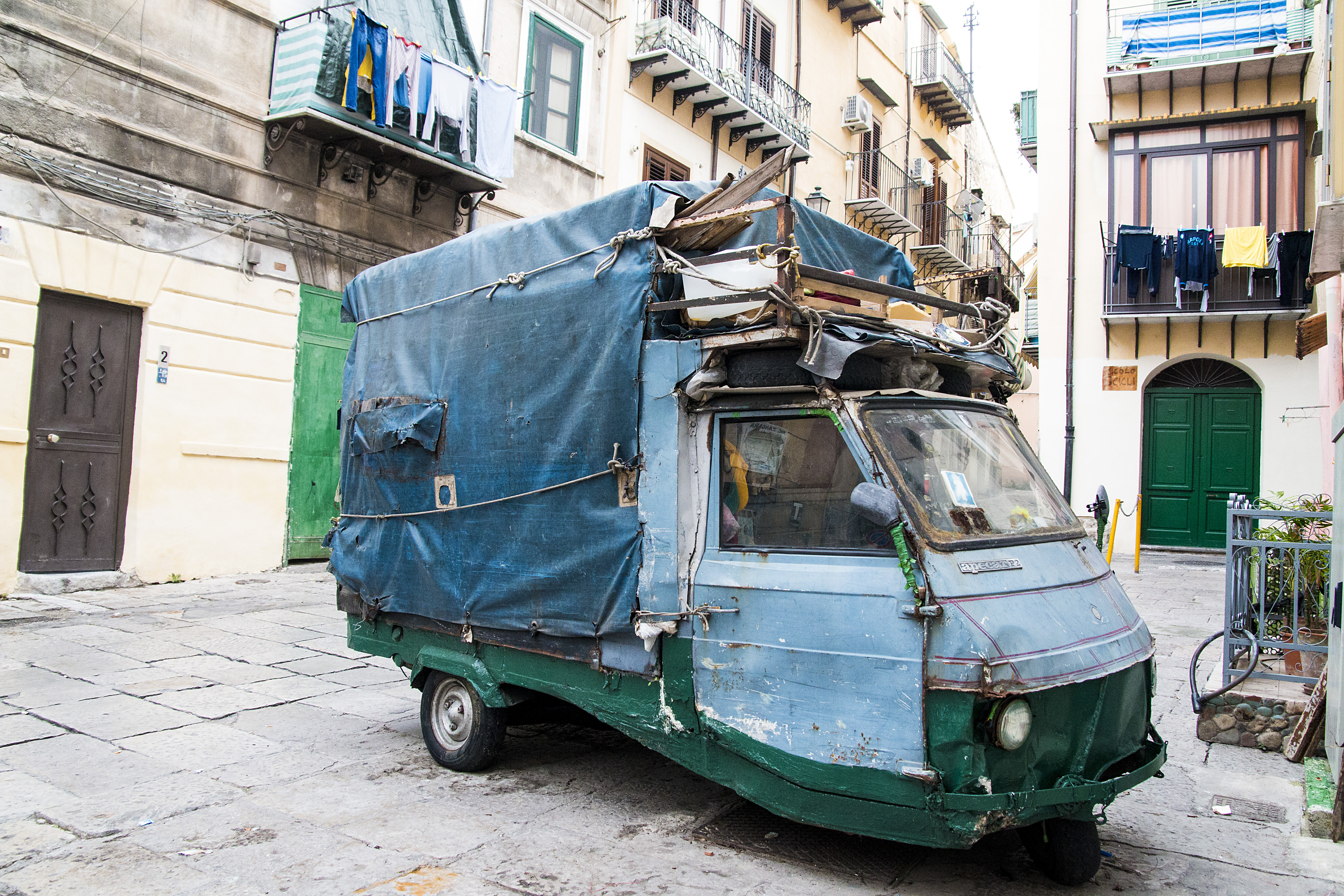
Triporteur dans le centre-ville.

Le réseau de bus de Palerme (90 lignes) est géré par la société AMAT et ses itinéraires couvrent une longueur totale de 340 km.
On croise dans la ville de nombreux triporteurs motorisés (de type mobylette), très utilisés par les vendeurs ambulants dans les rues souvent étroites du centre ancien.
La ville est également parcourue par quatre lignes de tramway, la première a été inaugurée en 2014. Elle relient dans l'ordre :
1. Roccella — Gare Centrale
2. Borgo Nuovo — Gare de Notarbartolo
3. CEP — Gare de Notarbartolo
4. Corso Calatafimi — Gare de Notarbartolo

#### Desserte ferroviaire

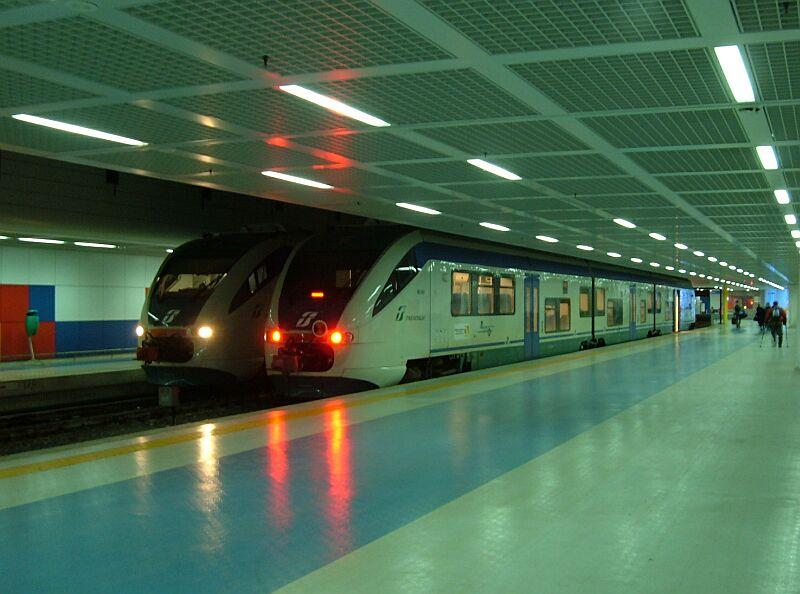
Trains dans la gare souterraine de Punta Raisi.

La gare de Palermo-Centrale assure des liaisons vers la plupart des grandes villes siciliennes, notamment Agrigente, Trapani, Catane, Messine ainsi que le reste de l'Italie via son détroit. Elle se trouve également au centre du service ferroviaire métropolitain de Palerme (composé de deux lignes, A et B) qui relie le centre-ville aux banlieues nord et à l'aéroport.

#### Desserte aérienne
L'aéroport international de Palerme est situé à 32 km à l'ouest de la ville. Son nom officiel, « Falcone-Borsellino », a remplacé l'ancien nom de Punta Raisi en hommage à Giovanni Falcone et Paolo Borsellino, deux magistrats fortement impliqués dans la lutte contre le corruption assassinés par la mafia au début des années 1990. Il a accueilli 5,7 millions de passagers en 2017.
La gare ferroviaire de l'aéroport, qui a conservé l'ancien nom de Punta Raisi, est accessible par des liaisons directes depuis Palermo-Centrale, Palermo-Notarbartolo et Palermo-Francia.
L'aéroport de Palermo-Boccadifalco n'a plus qu'un usage militaire et une partie des anciennes pistes ont été réaménagées en jardin botanique.

#### Transport maritime

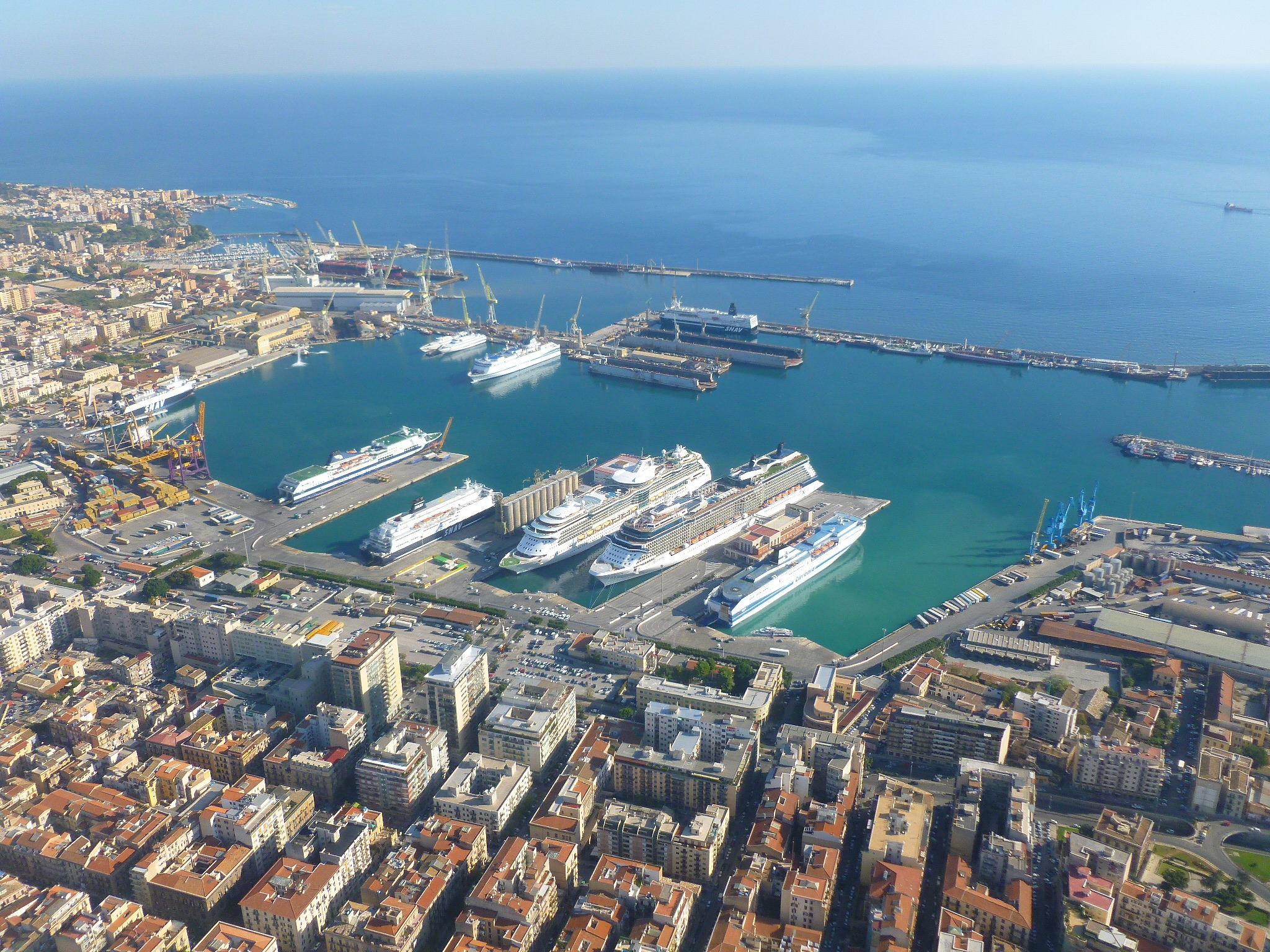
Le port de Palerme.

Depuis sa fondation par les Phéniciens il y a 2 700 ans, Palerme n'a jamais perdu sa fonction portuaire et elle constitue encore de nos jours le principal port de Sicile au coude à coude avec Messine. En 2007, il s'agit du sixième port d'Italie en importance quant au trafic de passagers avec un total de 2,4 millions de personnes y ayant transité, dont 470 000 lors de croisières. Des liaisons régulières existent vers les petites îles siciliennes telles qu'Ustica et les îles Éoliennes via Cefalù, mais aussi vers des destinations italiennes plus lointaines (Cagliari, Naples, Livourne, Gênes) et vers Tunis. Le trafic portuaire comprend également près de 5 millions de tonnes de marchandises et 80 000 EVP annuellement. Le port est également orienté vers le secteur de la plaisance et la « marina turistica » accueille de nombreux voiliers et catamarans.

## Toponymie
La ville est fondée par les Phéniciens sous le nom de Zyz (« fleur »),. La dénomination actuelle de Palerme est originaire du grec ancien πᾶς, pâs, « tout » e ὅρμος, hórmos, « port », Πάνορμος, c'est-à-dire « port bon pour tout ancrage », qualité qu'elle devait aux fleuves Kemonia et Papireto dont les embouchures formaient des débarcadères naturels. D'autres villes et ports méditerranéens partagent la même étymologie. Les Romains traduisirent ce nom en Panormus, que les Arabes prononceront plus tard بَلَرْم (Balarm). Sous l'influence arabe, la ville est nommée officiellement Balermus au cours de la période normande et ce n'est que dans le courant de l'ère moderne que la forme Palermo est définitivement adoptée.
Ses habitants se nomment les Palermitani en italien, et les Palermitains en français.

## Histoire

### Origines

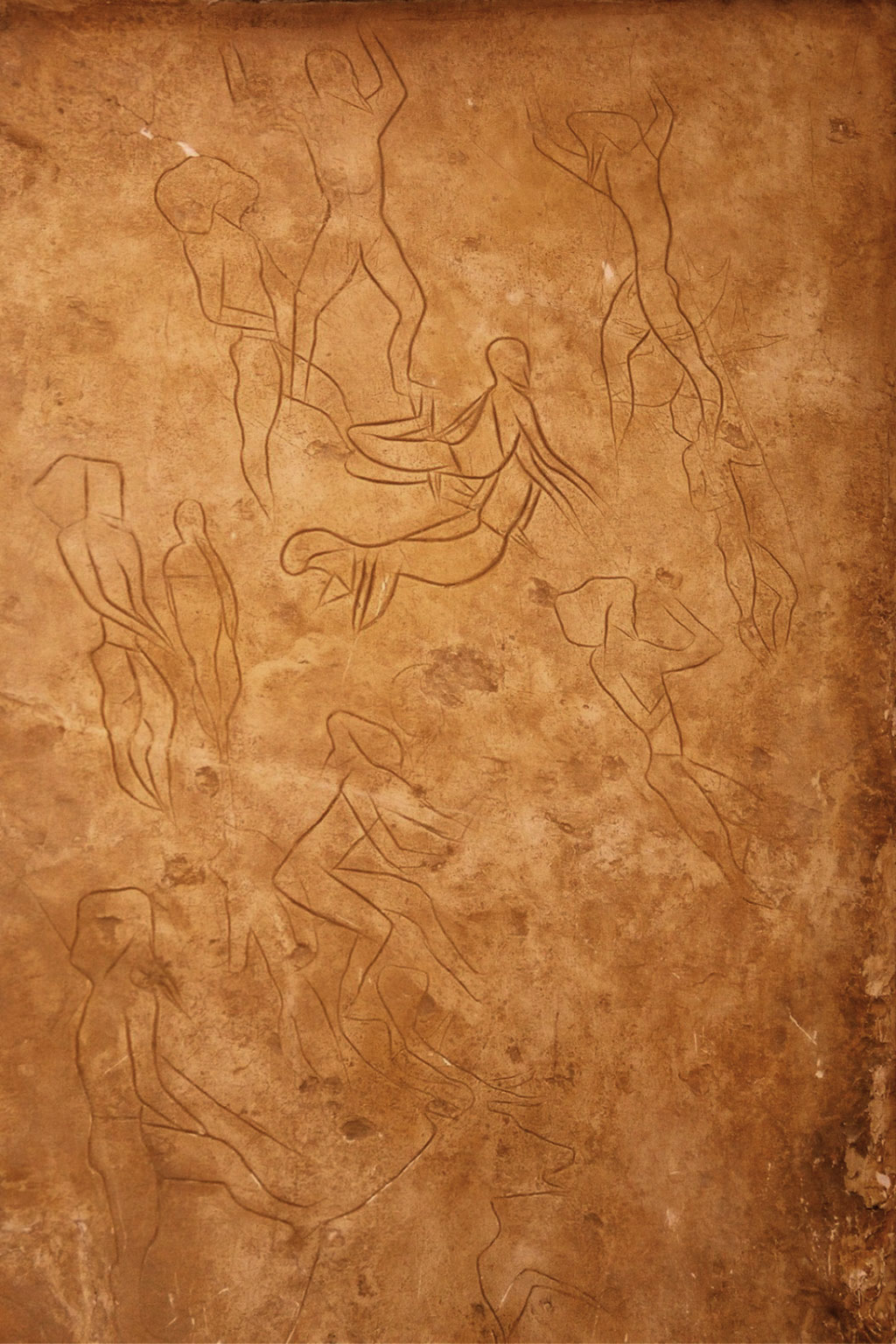
Art rupestre mésolithique à Addaura.

Les plus anciennes traces de peuplement humain dans le secteur de l'actuelle Palerme remontent au plus tard à la période mésolithique, vers 8 000 av. J.-C., et correspondent à un ensemble de figures rupestres découvertes dans une grotte proche du quartier d'Addaura. Les premiers habitants dont on ait connaissance sont les Sicanes, mentionnés par Thucydide qui situe leur région d'origine vers l'actuelle Catalogne, sur la péninsule Ibérique,.

### Antiquité
À la fin du VIIe siècle av. J.-C., les Phéniciens fondent une colonie dans un port naturel connue sous le nom de Zyz (punique : 𐤑𐤉𐤑, ṢYṢ) en réponse à la fondation de colonies grecques dans l'ouest sicilien alors sous influence punique. Cette colonie va devenir la 3e cité phénicienne de Sicile aux côtés de Motyé et Solonte.
L'emplacement exact de cette première cité était stratégiquement situé à l'extrémité d'une route commerciale qui empruntait une vallée facilitant l'accès à l'arrière-pays montagneux, au niveau des actuels via Cappucini et corso Pisani. Elle sera plus tard désignée comme la Paleápolis, « vieille ville ». La Neápolis, « ville nouvelle », noyau de l'expansion ultérieure de la cité, s'est développée entre la Paleápolis et le port. Elle connut une croissance rapide et se développa si bien qu'elle dépassa en taille comme en importance la ville ancienne et concentra les activités commerciales et artisanales dans son marché. Son développement s'articule sur un decumanus dont le tracé coïncide aujourd'hui avec le corso Vittorio-Emmanuele.

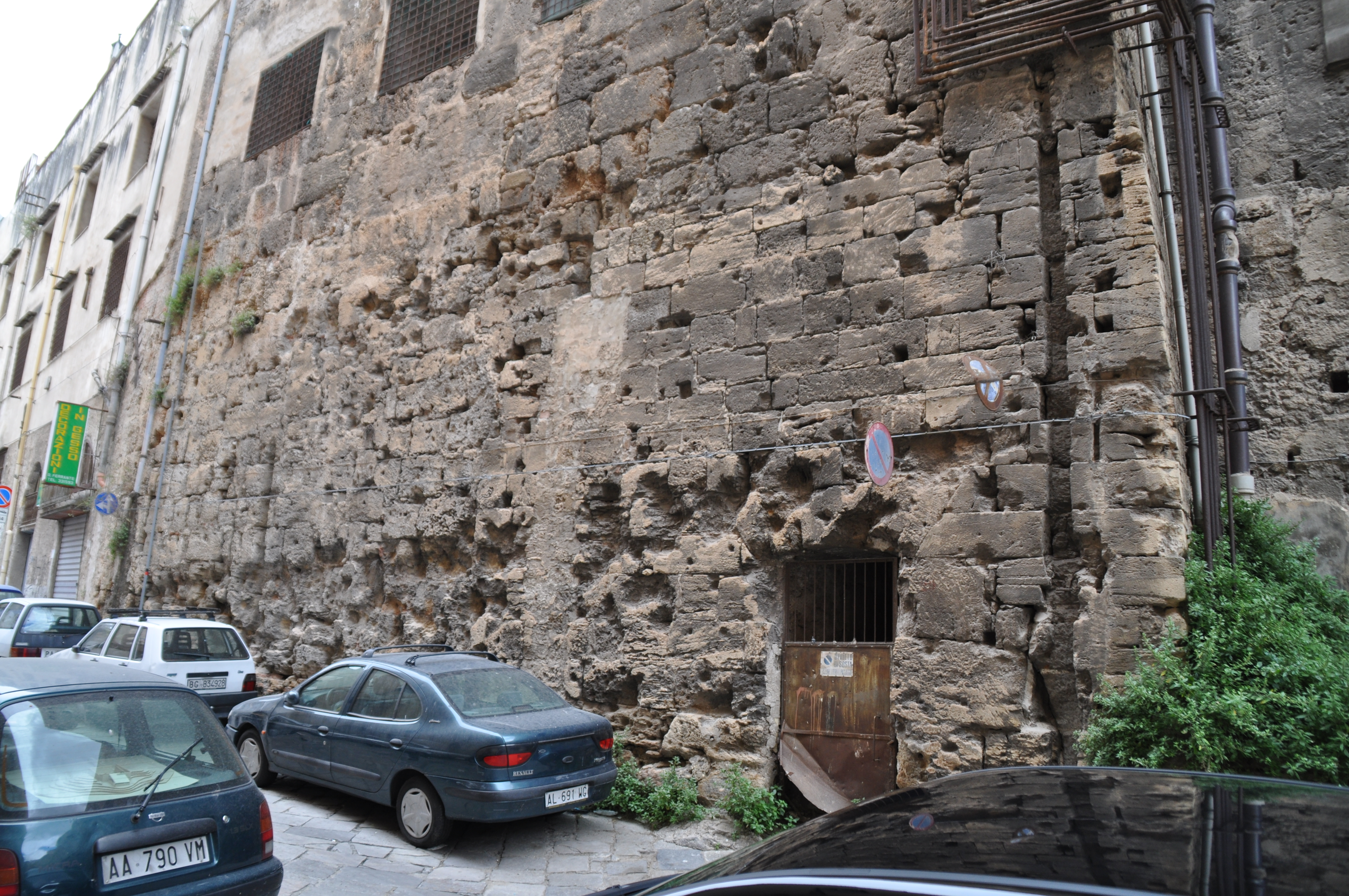
Vestige de rempart phénicien incorporé dans le convento di Santa Caterina (couvent Sainte-Catherine).

L'enceinte de la cité fut alors étendue pour emmurer le nouveau périmètre urbain et deux nouvelles portes furent percées, portant à quatre le nombre d'entrées dans la ville (une à chaque point cardinal). Les murs suivaient le cours des deux rivières qui délimitaient l'espace de la cité, la Kemonia et le Papireto, qui formaient un fossé et des douves naturelles. Très développée pour l'époque, l'enceinte ne nécessitera aucun renforcement avant l'époque romaine. Le nom de l'actuel quartier de Cassaro, issu de l'arabe al-qaṣr (« château, place forte », donne également alcázar), doit probablement son nom à ces mêmes remparts. Sur le mont Pellegrino, la citadelle d'Heircté dominant la cité complète son système de défense.
Les deux premiers siècles d'existence de Zyz sont une période prospère et la colonie se développe paisiblement grâce à ses relations commerciales avec Carthage. Cependant, peu de temps après ses premiers contacts avec les Grecs, elle sera perpétuellement impliquée dans les guerres siciliennes, conflit prolongé entre les Carthaginois et les Grecs de Syracuse se disputant l'hégémonie de la Sicile. De 479 à 383 av. J.-C., après la défaite de la flotte carthaginoise d'Hamilcar de Giscon à la bataille d'Himère, la guerre bat son plein et de nombreux navires quittent le port de Zyz pour se lancer à l'assaut des cités grecques. C'est au cours de cette période que les Grecs nomment leur cité rivale Pánormos, « grand havre », dénomination qui s'imposera peu à peu. À partir du Ve siècle av. J.-C., les Carthaginois eux-mêmes frappent le nom grec sur leurs pièces de monnaie. En 409 av. J.-C., la ville est pillée par Hermocrate de Syracuse. En 276 av. J.-C., au cours de la guerre de Pyrrhus, la cité de Pánormos considérée comme inexpugnable est conquise pour la première fois par le roi épirote et passe temporairement sous domination grecque avant d'être récupérée par Carthage quelques mois plus tard.
Les guerres siciliennes prennent subitement fin en 265 av. J.-C. lorsque Syracuse conclut une alliance avec les Romains, tout juste rendus maîtres de la péninsule italienne, qui parviennent à repousser les forces carthaginoises hors de l'île lors de la première guerre punique. Pánormos et Heircté, ultimes remparts de Carthage en Sicile, tombent en 254 av. J.-C. au terme d'un siège mené par 200 navires romains : sur les 27 000 Palermitains, 14 000 d'entre eux se voient offrir la possibilité de payer une rançon tandis que les 13 000 hommes restants sont vendus comme esclaves. Hamilcar Barca reprend ensuite Heircté d'où il tente durant trois ans de reconquérir la cité, sans succès.
Sous l'empereur Auguste, des légionnaires romains furent stationnés dans la cité. Des vestiges d'opulentes villas romaines sont disséminées dans la ville (piazza Sett'Angeli, palazzo Sclafani, piazza della Vittoria). Malgré tout, Panormus demeura, comme une bonne partie de la Sicile, majoritairement hellénophone tout au long de la période romaine.

### Moyen Âge

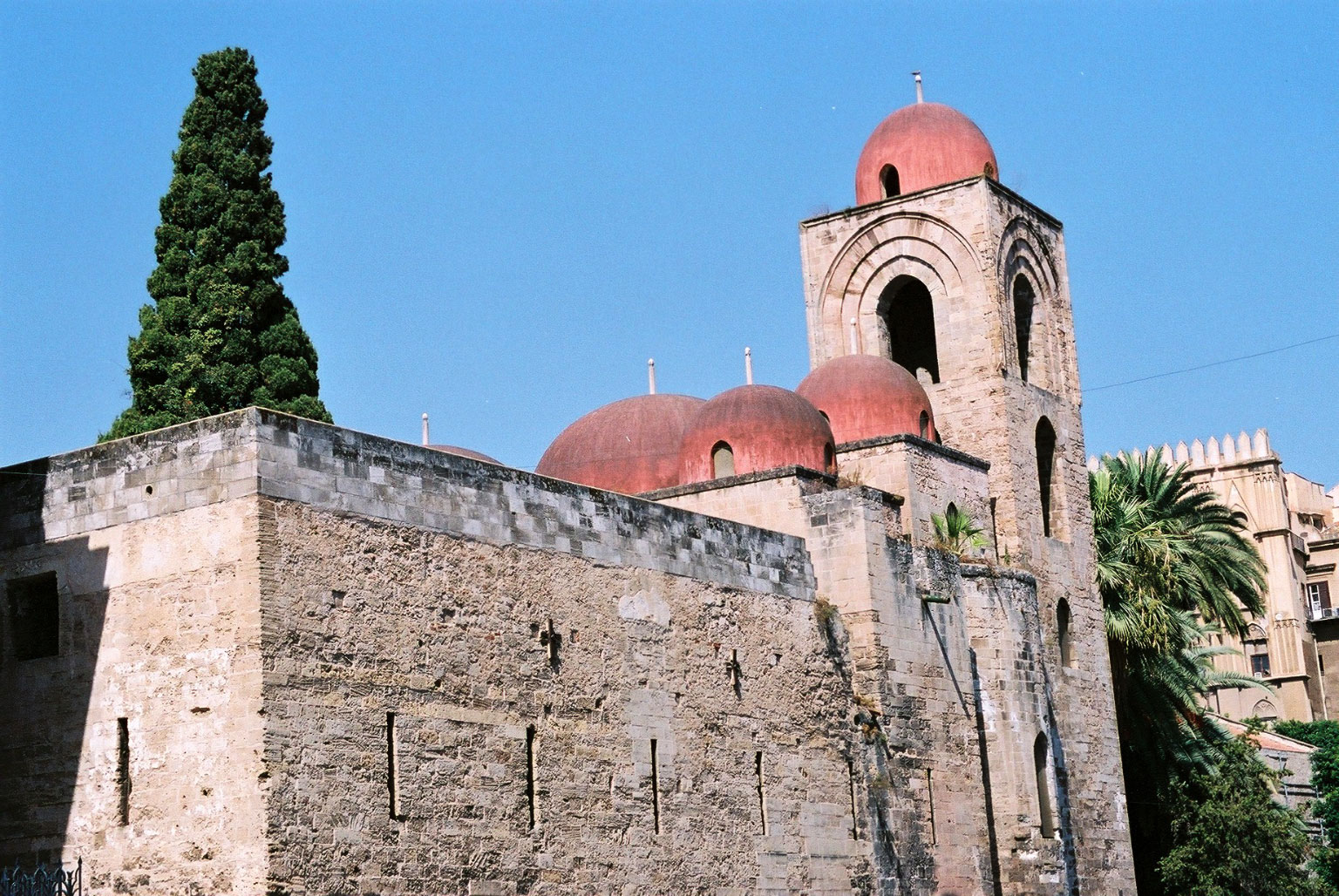
La chiesa di San Giovanni degli Eremiti, église normande construite à la place d'une mosquée elle-même édifiée sur le site d'une ancienne église byzantine, témoignage des influences multiples du patrimoine architectural de Palerme.

Lors de l'effondrement de l'Empire romain, Palerme vit de nombreux peuples germains déferler entre ses murs mais ce sont les Vandales menés par leur roi Genséric qui finissent par imposer leur domination dans la région en 440 apr. J.-C. Ces derniers, après avoir pris possession des provinces romaines d'Afrique du Nord, se lancèrent à la conquête des îles méditerranéennes (Sicile, Sardaigne et Corse) dès 455 et parvinrent à se constituer un véritable empire maritime avec Carthage pour capitale. Cependant, la chute définitive de l'Empire romain d'Occident amène de nouveaux envahisseurs aux portes de la Sicile et ce sont les Ostrogoths, peuple germanique fortement romanisé et commandé par Théodoric le Grand, qui envahissent l'île à leur tour en 488. Ils ne parviennent pas à maintenir leur contrôle sur la Sicile plus longtemps puisque, dès 535, la région repasse aux mains de l'Empire romain d'Orient, ou Empire byzantin, lors de la guerre des Goths. La Sicile est la première province italienne reconquise par le général Bélisaire au nom de Justinien Ier, l'empereur d'Orient. Vers la fin de l'année 535, une armée et une flotte byzantines composées de 7 500 à 9 000 hommes assiègent Palerme qui, contrairement aux autres cités siciliennes tenues par les Ostrogoths, refuse initialement de se rendre mais finit par capituler. Sous l'Empire byzantin, Palerme connaît une période florissante qui dure trois siècles.
En 831, les Arabes s'emparent de la Sicile et font de Palerme la capitale d'un émirat qui englobe la totalité de l'île à l'exception de quelques cités de la côte orientale qui vont demeurer des bastions de la résistance byzantine jusqu'en 965. En 240 ans de domination musulmane (831-1071) sous les dynasties fatimide et kalbite, l'arabisation et l'islamisation de Balarm furent radicales et sa position de supériorité sur les autres villes siciliennes fut confirmée au détriment de Syracuse. Elle devient l'une des cités les plus peuplées de la Méditerranée et rivalise même avec Le Caire en taille et en splendeur. Les émirs de Sicile lancèrent un vaste plan de développement agraire et encouragèrent la culture du coton, du papyrus et surtout des agrumes, dont les couleurs vives ont donné son nom à la Conca d'Oro et qui plus d'un millénaire après demeurent l'un des piliers de la cuisine sicilienne.

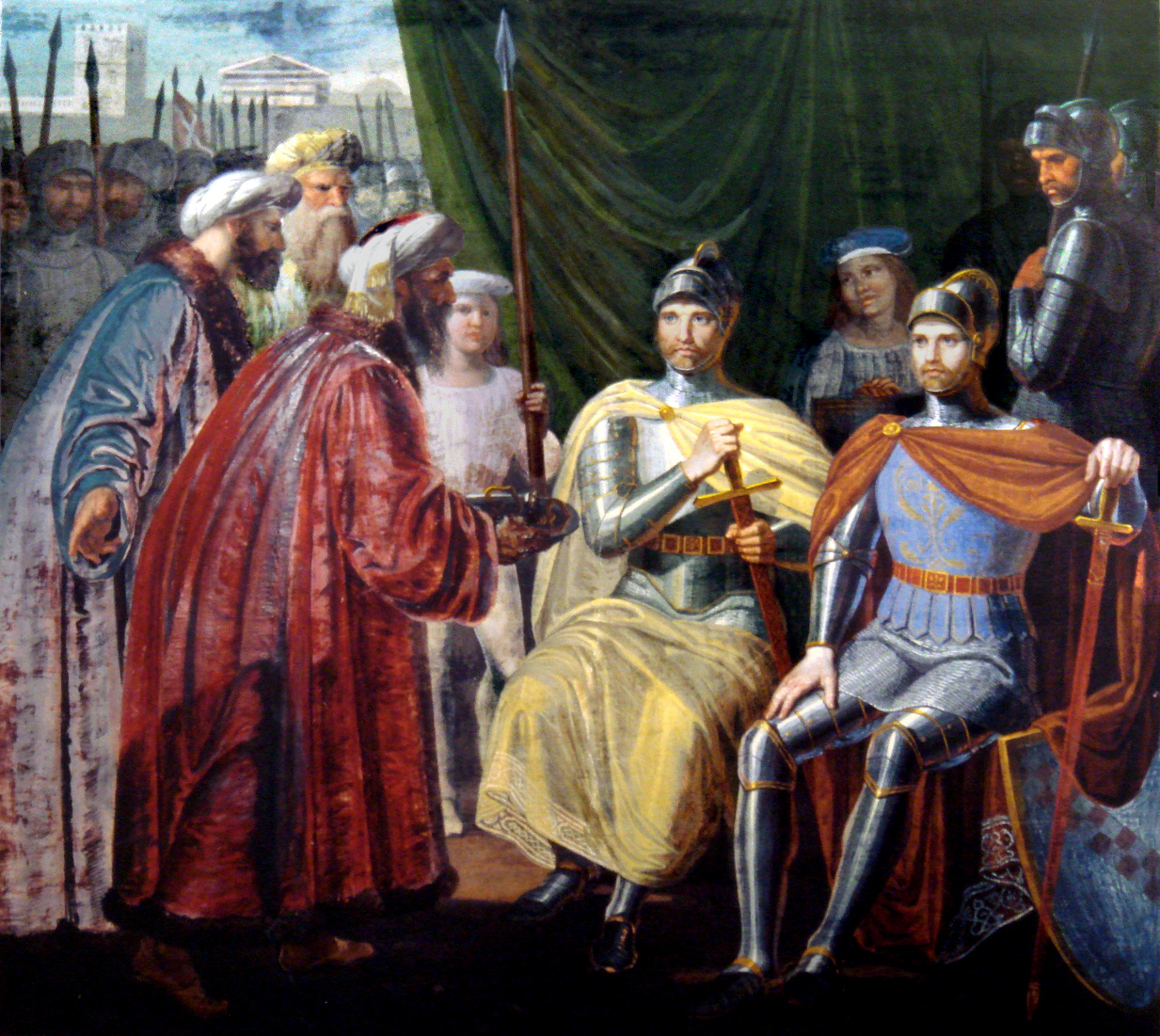
Roger Ier recevant les clés de la ville de Palerme (peinture conservée au palais des Normands).

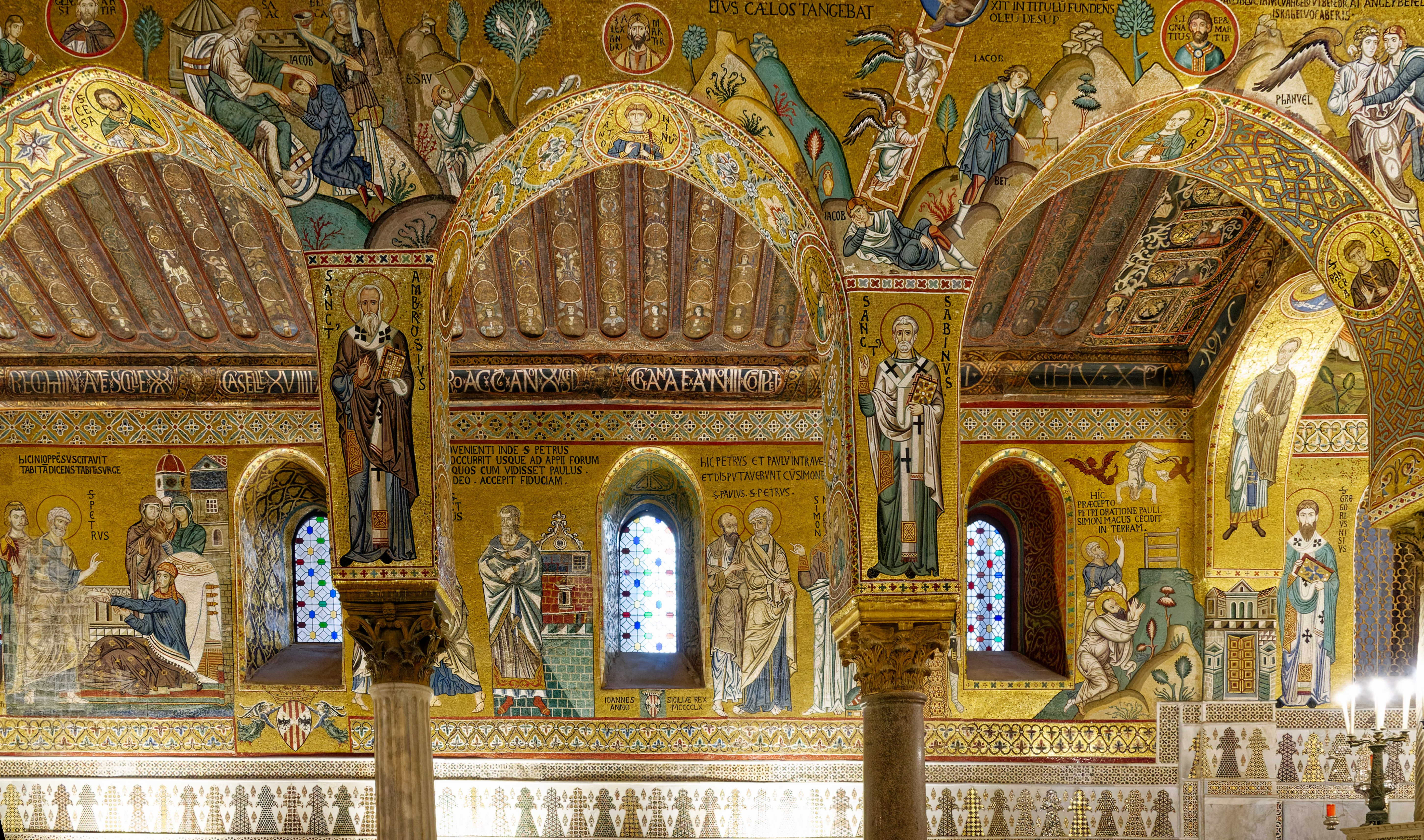
Intérieur de la chapelle palatine, décorée d'éléments byzantins, arabes et normands.

Au terme d'une succession de querelles dynastiques fragilisant les défenses de l'émirat, les Normands conquièrent Palerme en 1072 après un long siège de cinq mois, ce qui relevait de l'exploit car jamais ces chevaliers ne s'étaient heurtés aux puissantes murailles d'une ville aussi peuplée. L'armée de Robert Guiscard, membre de la maison de Hauteville, occupe ensuite la cité et la fait revenir sous influence chrétienne et ce sera son neveu, Roger II de Sicile, qui unifiera les possessions normandes du sud de la péninsule italienne et du comté de Sicile pour donner naissance au royaume de Sicile avec Palerme pour capitale. Le roi se fit édifier un palais pour y établir une cour brillante où s'opéra une forme de syncrétisme culturel regroupant les influences et les savoirs des trois civilisations latine, grecque et arabe, lesquelles ont également profondément influé sur l'architecture de la ville, comme l'illustre notablement la cathédrale de Palerme construite à cette époque. En plus de sa richesse culturelle, le nouveau royaume connaît une grande prospérité économique le plaçant parmi les États les plus riches d'Europe.
En vertu du mariage de Constance, reine de Sicile, avec Henri VI, empereur du Saint-Empire romain germanique (1194), leur fils Frédéric II porte en héritage puis réunit les titres de roi de Sicile en 1198 et d'empereur du Saint-Empire en 1220, entérinant la souveraineté des Hohenstaufen sur la Sicile et Palerme. Ville favorite de l'empereur, ce dernier y séjourna à de multiples reprises, qui devient de ce fait l'une des capitales itinérantes du Saint-Empire romain germanique, et y favorisa le maintien de l'émulation multiculturelle qui faisait sa renommée. Après une brève période de domination angevine (1266-1282) qui met brutalement fin à l'âge d'or économique et culturel de Palerme et de toute la région, l'île est secouée par la révolte des Vêpres siciliennes qui voit le massacre de plus de 10 000 nobles français par les habitants de l'île (dont environ 2 000 à Palerme), et elle finit par être offerte à la couronne d'Aragon. Ayant compté jusqu'à 200 000 âmes sous l'émirat, la population de Palerme chute drastiquement à 51 000 habitants en 1330.

### Époque moderne

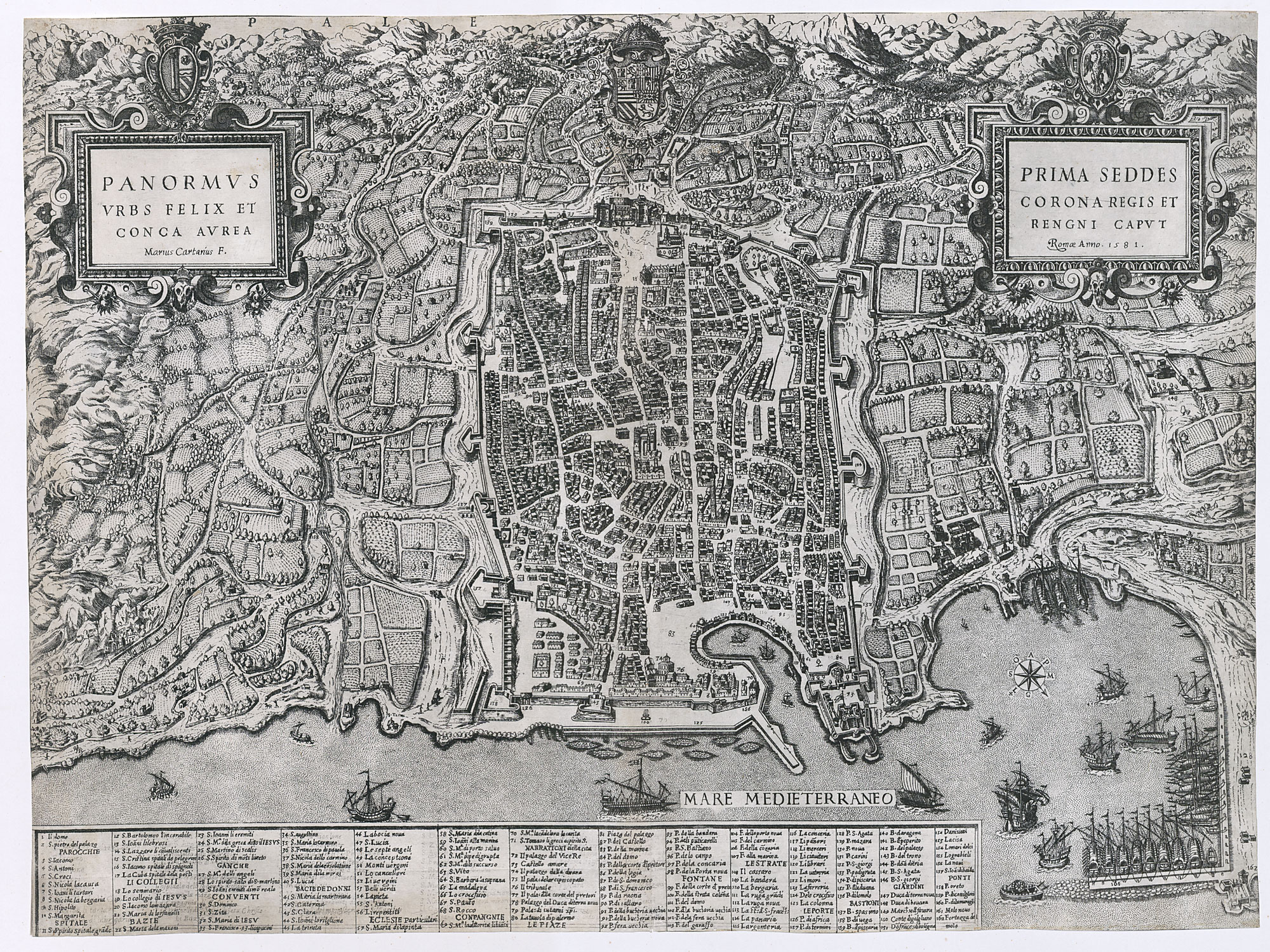
Carte de Palerme en 1581.

La Sicile est gouvernée par des vice-rois sous la dépendance du royaume d'Espagne de 1479 à 1713 puis de nouveau entre 1717 et 1718. De 1713 à 1717 et de 1718 à 1720, elle est occupée par la maison de Savoie conformément au traité d'Utrecht avant d'être cédée à l'Autriche qui la tient de 1720 à 1734.
Sous les Espagnols, la population repasse à 135 000 habitants à la veille de la peste de 1656. Aux XVIe et XVIIe siècles, Palerme se pare de nombreux monuments de style baroque dont beaucoup sont encore intacts de nos jours. En 1648 éclate une émeute de la faim qui permet aux artisans d'obtenir de nouveaux privilèges.
En 1734, Charles III de la maison de Bourbon est couronné roi de Naples et de Sicile à Palerme. Si le nouveau monarque fait édifier des pans entiers de la ville en agrandissant certains quartiers pour accueillir la population en augmentation constante, celle-ci n'en demeure pas moins une simple ville provinciale délaissée par la cour royale au profit de la capitale, Naples, bien loin des fastes qu'elle a connu auparavant. Malgré le profond ressentiment des Siciliens à son égard, Ferdinand, fils et successeur de Charles, se réfugie à Palerme en 1798 alors que les bouleversements de la Révolution française atteignent Naples. Son jeune fils Albert meurt sur la route et est enterré dans la ville.

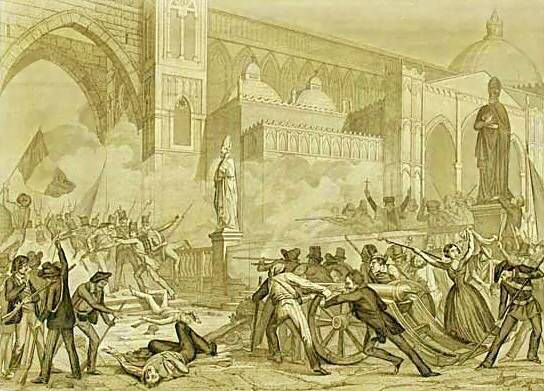
Révolution de Palerme (12 janvier 1848).

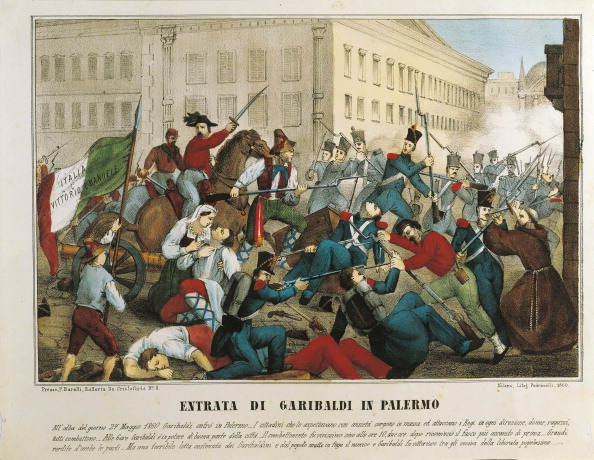
Arrivée de Giuseppe Garibaldi à Palerme le 27 mai 1860.

Bien qu'elle soit de nouveau choisie comme capitale lors de la création du royaume des Deux-Siciles, en 1816, la charge est de nouveau transférée à Naples dès l'année suivante. Dès à présent, un grand nombre de mouvements révolutionnaires et de rébellions vont mûrir en Sicile dont la population est encore largement attachée à l'indépendance. Le 12 janvier 1848, Palerme est le théâtre de la première insurrection populaire en Europe d'une année qui restera dans les annales pour avoir été l'une des plus mouvementées de l'histoire sur tout le continent. Menée par Giuseppe La Masa, l'insurrection aboutit à la proclamation d'un parlement et d'une constitution en vue de former une éphémère république sicilienne présidée par Ruggero Settimo. Les Bourbons reconquièrent Palerme en 1849 en faisant preuve d'une répression impitoyable jusqu'à l'expédition des Mille menée par Giuseppe Garibaldi qui capture la ville en y fomentant une nouvelle insurrection en mai 1860. Plus tard dans l'année, un plébiscite est organisé et Palerme comme la Sicile se prononcent en faveur d'un rattachement au royaume d'Italie nouvellement unifié (1861).

### Depuis l'unification italienne

#### Fin du XIXe et début du XXe siècle
La plupart des Siciliens ont voté pour rejoindre le royaume d'Italie par désir de s'éloigner de la tutelle autoritaire des Bourbons plus que par élan patriotique et, dès 1866, une importante émeute se déclenche et dure plus d'une semaine ; elle ne sera pas écrasée avant la déclaration de la loi martiale. Le gouvernement italien blâme les anarchistes et l'Église catholique, se mettant ainsi à dos l'archevêque de Palerme qui dispose d'une grande influence dans la ville, et met en œuvre une série de décisions politiques anticléricales et anti-siciliennes particulièrement impopulaires dans la région. Trois ans plus tard, le préfet de police de Palerme nommé en 1867, Giuseppe Albanese, est poignardé sur une place du centre-ville par un mafieux qu'il avait essayé de faire chanter. En 1871, Albanese sera inculpé et acquitté du meurtre de deux bandits par manque de preuves. Se développe un système étendu de clientélisme et de fraude électorale dont l'exemple le plus caricatural demeure toutefois celui du conseiller municipal de Palerme et député Raffaele Palizzolo, qui est accusé au tournant du siècle d'avoir commandité le meurtre de l'ex-gouverneur du Banco di Sicilia, le marquis Emanuele Notarbartolo.

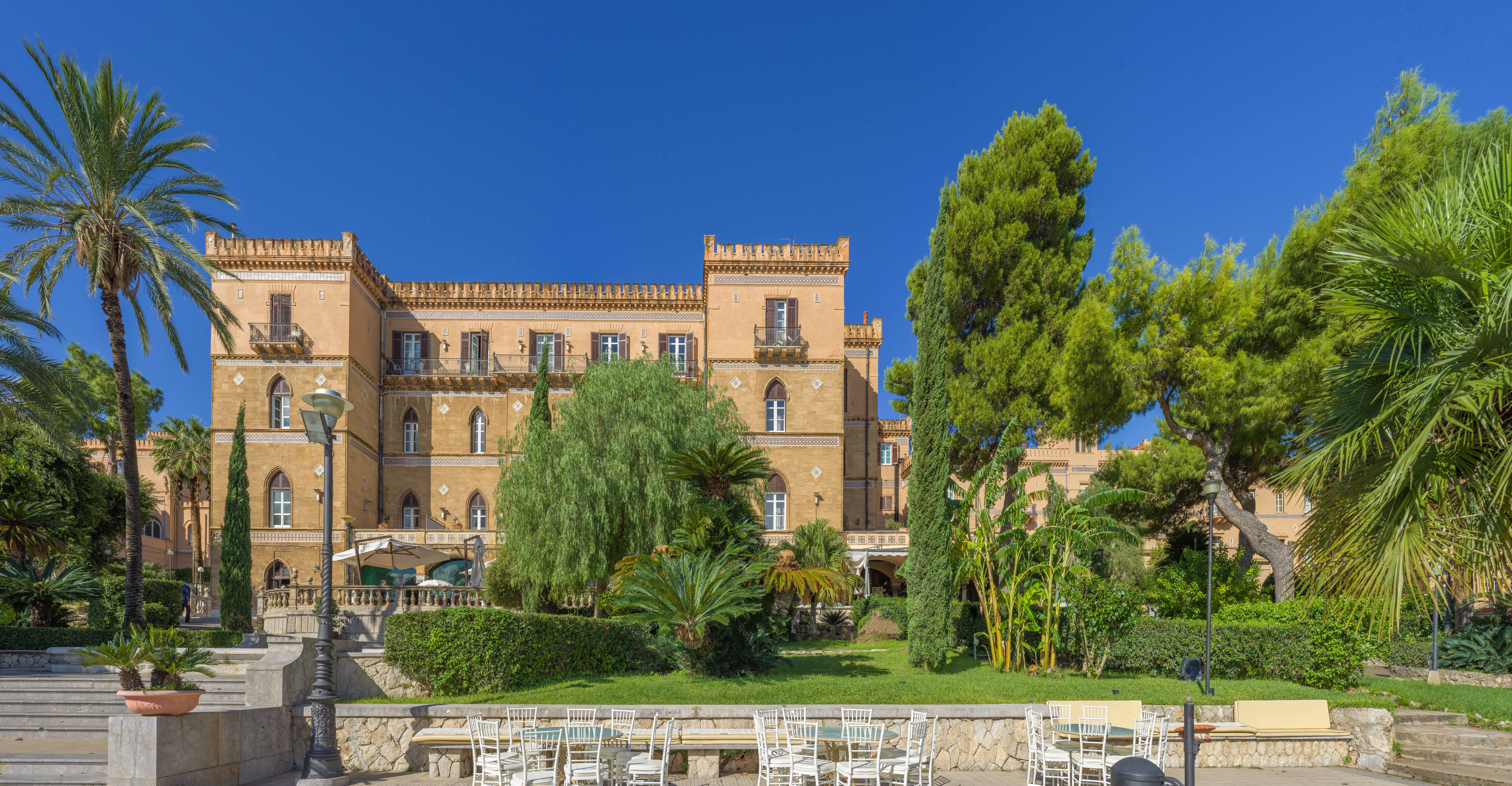
La villa Igiea.

L'intégration au nouveau royaume d'Italie est pourtant l'occasion d'une seconde chance. Palerme est à nouveau le centre administratif de la Sicile, et un certain développement industriel et économique voit le jour, soutenu par les deux grandes familles de Palerme, les Florio, représentés à partir de 1891 par Ignazio Florio Jr., l'une des plus grosses fortunes d'Italie, et de l'autre côté par les Whitaker, propriétaires de la villa qui deviendra le Grand Hôtel des Palmes, où Wagner composa à l'hiver 1881-82 son dernier opéra, Parsifal. L'influence des Florio est telle que la presse désigne Palerme sous le nom de « Floriopolis », tandis que la haute société européenne de la Belle Époque afflue dans la ville pour admirer son opulence. Au cœur de la Conca d'Oro, Palerme s'enrichit en effet notamment grâce à ses exploitations de citronniers, culture capitaliste nécessitant de lourds investissements et dans laquelle s'infiltre la mafia émergente. Ignazio Florio Jr. est ainsi au centre d'un vaste empire, allant des chantiers navals au vin Marsala en passant par la Société de navigation italienne (SNI), l'une des plus grosses flottes commerciales européennes qui se trouve à la fin du XIXe siècle au cœur d'un scandale lié au Banco di Sicilia. Florio est aussi l'actionnaire majoritaire de la Navigazione Generale Italiana formée avec le Génois Raffaele Rubattino.
La ville tire profit des trente premières années de l'unification italienne, grâce à des liaisons maritimes régulières avec le continent et des échanges avec le reste du pays qui apportent une modernisation de la ville, désormais éclairée électriquement, mieux éduquée et traversée par les automobiles et les tramways, avec de nouveaux quartiers bourgeois aux grandes places arborées et aux belles promenades publiques, qui contrastent pourtant encore avec les ruelles insalubres et surpeuplées de l'Albergheria. Puis, à partir des années 1890, le développement de Palerme est insuffisant par rapport aux besoins de la population et inférieur à Catane et Trapani.
Au début du XXe siècle, Palerme commence à s'étendre en dehors des murs de la ville, vers le nord surtout le long du nouveau boulevard, le viale della Libertà. Sur l'avenue se construisent de nombreuses villas de style Art nouveau, dont beaucoup sont conçues par l'architecte Ernesto Basile, natif de la ville. La villa Igiea, construite pour la famille Florio, est le meilleur exemple d'Art nouveau palermitain. L'immense Teatro Massimo fut conçu à la même époque par Giovan Battista Filippo Basile, père d'Ernesto Basile, et construit par l'entreprise de construction Rutelli & Machì de la vieille famille industrielle des Rutelli de Palerme, et fut inauguré en 1897.

#### Seconde Guerre mondiale
Palerme traverse la période fasciste sans subir de grands heurts mais l'invasion des Alliés en juillet 1943 s'accompagne de bombardements massifs qui détruisent complètement le port et ses quartiers environnants, faisant de nombreuses victimes jusqu'au débarquement allié en Sicile dans le cadre de l'opération Husky,. Palerme est capturée par les Alliés le 22 juillet 1943.

#### Après-guerre

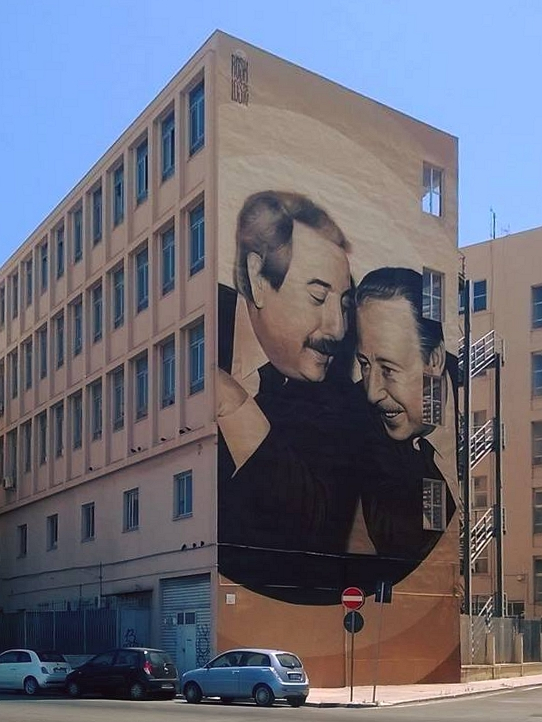
Street-art représentant Giovanni Falcone et Paolo Borsellino sur un immeuble dans la banlieue de Palerme.

En 1946, la ville accueille la nouvelle assemblée régionale au sein du palais des Normands en tant que chef-lieu d'une région autonome. En 1948, un nouvel élément, le technétium, est découvert à l'université de Palerme.
Le développement économique et social de la ville a été freiné par les activités de la mafia, lors de ce que l'on a appelé le sac de Palerme. Salvo Lima et Vito Ciancimino, maires de Palerme dans les années 1960 et 1970, et très proches des Corleonesi (dirigés par Toto Riina), permirent une vaste spéculation immobilière, détruisant de nombreux bâtiments historiques et livrant à l'urbanisation les champs d'agrumes de la Conca d'Oro. Palerme est alors le théâtre de multiples règlements de compte entre clans (environ 1 000 morts et disparus entre 1981 et 1984), et d'assassinats en série de personnalités publiques (journalistes, politiciens, policiers, magistrats, préfet Carlo Alberto dalla Chiesa).
Elle est néanmoins marquée par les actions bénéfiques des juges Giovanni Falcone et Paolo Borsellino, assassinés en 1992, et qui ont donné leur nom à l'aéroport de Punta Raisi (Falcone-Borsellino). De ce fait, depuis la fin des années 1990, l'emprise mafieuse sur la ville se fait beaucoup plus discrète, mais reste présente. Par ailleurs fut signée en 2000 la convention de Palerme, sous l'égide de l'ONU contre le crime organisé.

## Politique et administration

### Subdivisions

Carte des huit circoscrizioni (arrondissements) de Palerme.

La ville de Palerme est divisée en 8 circonscriptions et 25 quartiers :
| Arrondissement | Quarters |
| -------------- | --- |
| I              | Kalsa, Albergheria, Seralcadio & La Loggia                                                                      |
| II             | Settecannoli, Brancaccio & Ciaculli-Oreto                                                                       |
| III            | Villagrazia-Falsomiele & Stazione-Oreto                                                                         |
| IV             | Montegrappa, S. Rosalia, Cuba, Calafatimi, Mezzomonreale, Villa Tasca-Altarello & Boccadifalco                  |
| V              | Zisa, Noce, Uditore-Passo di Rigano & Borgo Nuovo                                                               |
| VI             | Cruillas, S. Giovanni Apostolo, Resuttana & San Lorenzo                                                         |
| VII            | Pallavicino, Tommaso Natale, Sferracavallo, Partanna Mondello, Arenella, Vergine Maria & San Filippo Neri (ZEN) |
| VIII           | Politeama, Malaspina-Palagonia, Libertà & Monte Pellegrino                                                      |

#### Hameaux
Acqua dei Corsari, Altarello, Aquino, Arenella, Bandita, Boccadifalco, Brancaccio, Ciaculli, Mezzomonreale, Mondello, Pallavicino, Partanna, Pomara, Resuttana, San Lorenzo, Santuario di Santa Rosalia, Sferracavallo, Tommaso Natale, Vergine Maria, Villagrazia

### Liste des maires
| Période                                  | Période  | Identité        | Étiquette                              | Qualité |
| ---------------------------------------- | -------- | --------------- | -------------------------------------- | ------- |
| 1993                                     | 2000     | Leoluca Orlando | RETE                                   |         |
| 2001                                     | 2012     | Diego Cammarata | PdL                                    |         |
| 2012                                     | 2022     | Leoluca Orlando | Italie des valeurs → La Rete 2018 → PD |         |
| 2022                                     | En cours | Roberto Lagalla | UdC                                    |         |
| Les données manquantes sont à compléter. |          |                 |                                        |         |

### Jumelages
Palerme est jumelée avec, :
- Bizerte (Tunisie)
- Chengdu (Chine)
- Iaroslavl (Russie)
- La Valette (Malte)
- Miami (États-Unis)
- Montpellier (France)
- Palermo (Colombie)
- Pistoia (Italie)
- Santiago de Cuba (Cuba)
- Sékondi (Ghana)
- Timișoara (Roumanie)

### Communes limitrophes
Altofonte, Belmonte Mezzagno, Ficarazzi, Isola delle Femmine, Misilmeri, Monreale, Torretta, Villabate.

## Population et société
Sociologiquement, le centre historique de Palerme est resté très populaire, contrairement à la plupart des villes européennes ayant connu une gentrification. Le sud de la ville ainsi que la ZEN au nord concentrent eux aussi des populations modestes. Les populations plus aisées vivent majoritairement dans le nord de la ville, vers Mondello et Monte Pellegrino.

### Évolution démographique
Habitants recensés
| Pays de naissance | Population (2019) |
| ----------------- | ----------------- |
| Bangladesh        | 5 296             |
| Sri Lanka         | 3 394             |
| Roumanie          | 3 171             |
| Ghana             | 2 544             |
| Philippines       | 1 738             |
| Tunisie           | 1 048             |
| Maroc             | 1 014             |
| Chine             | 973               |

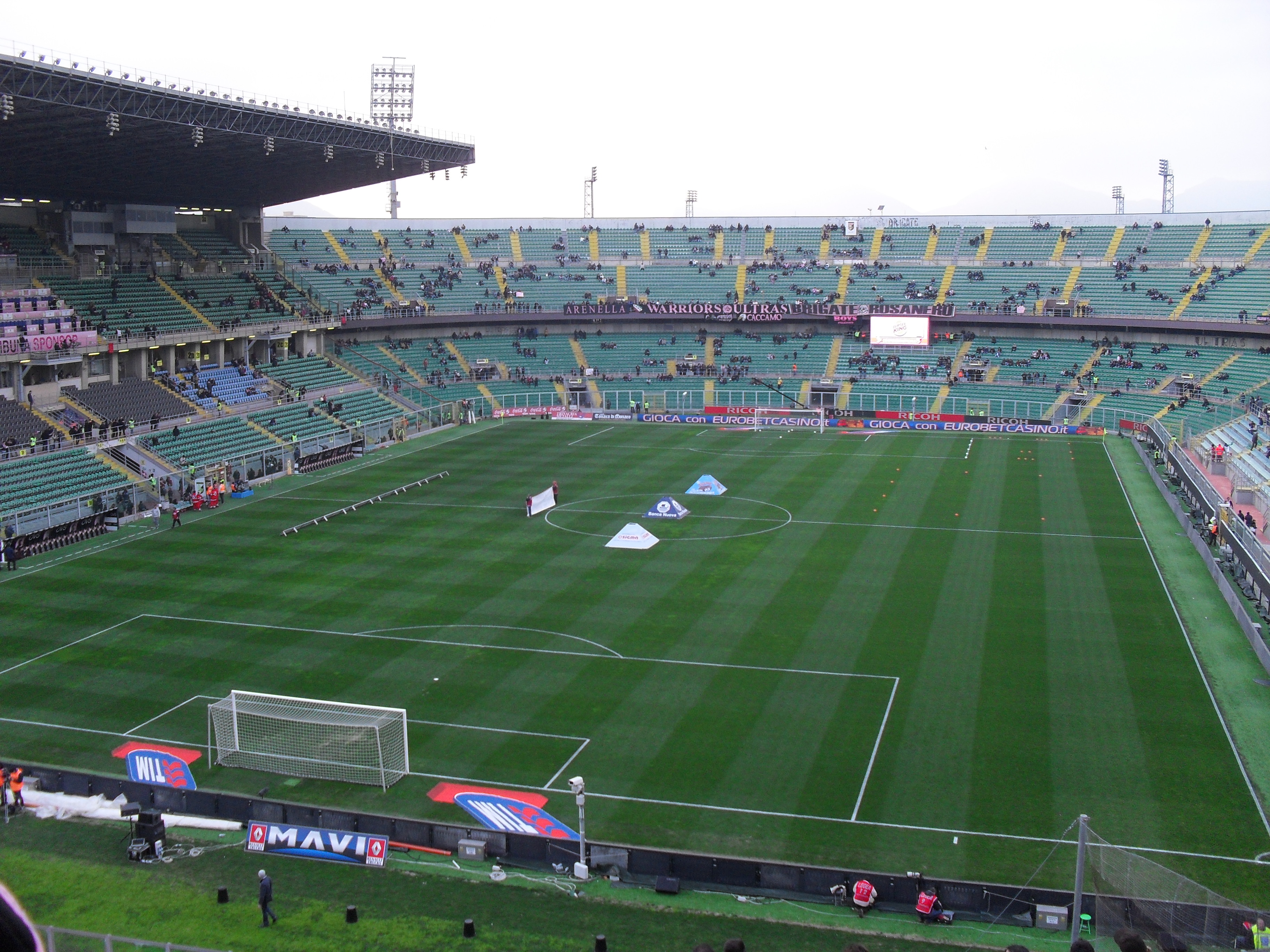
Stade Renzo-Barbera.

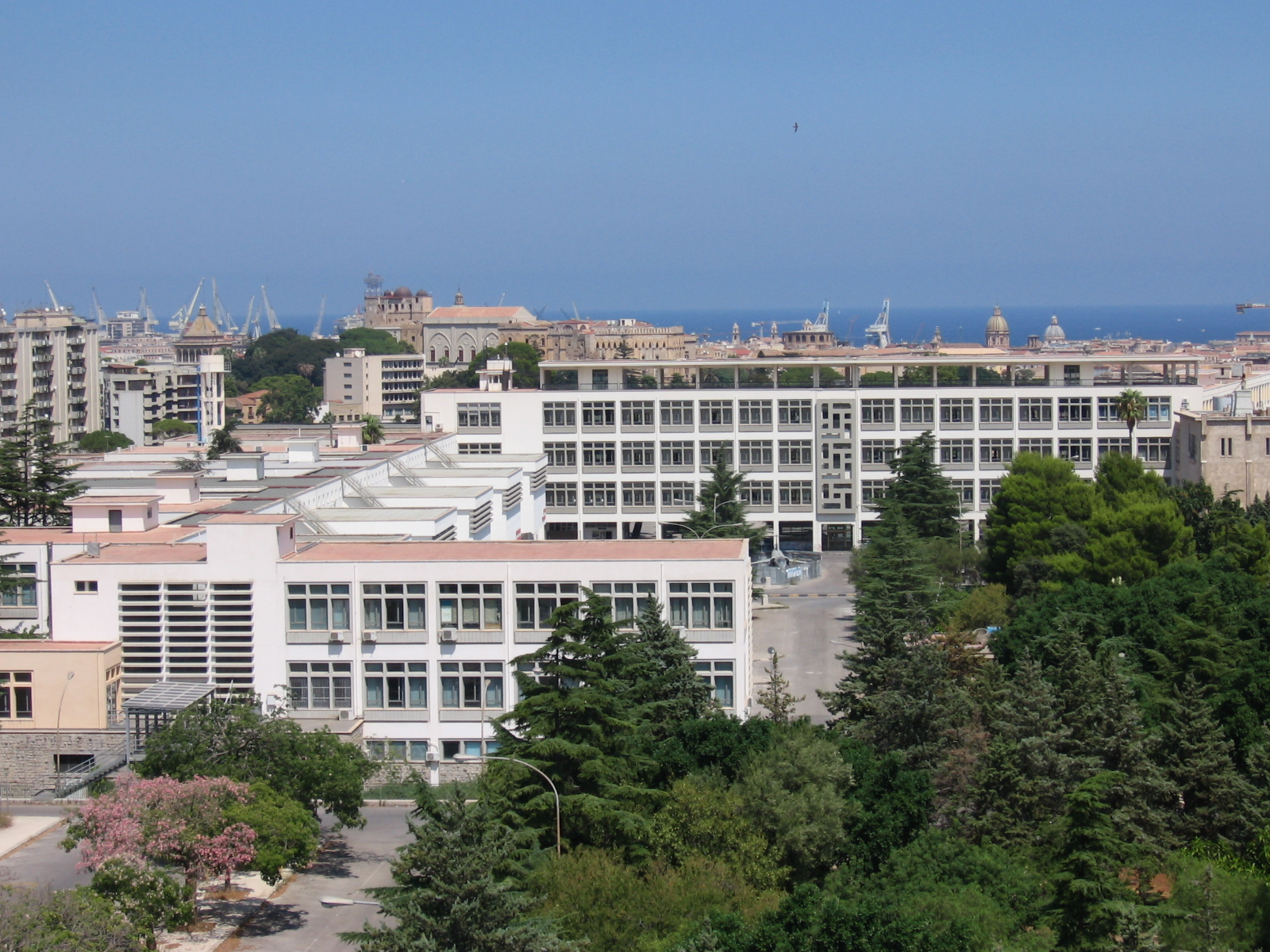
Campus de l'école d'ingénieurs de l'université de Palerme.

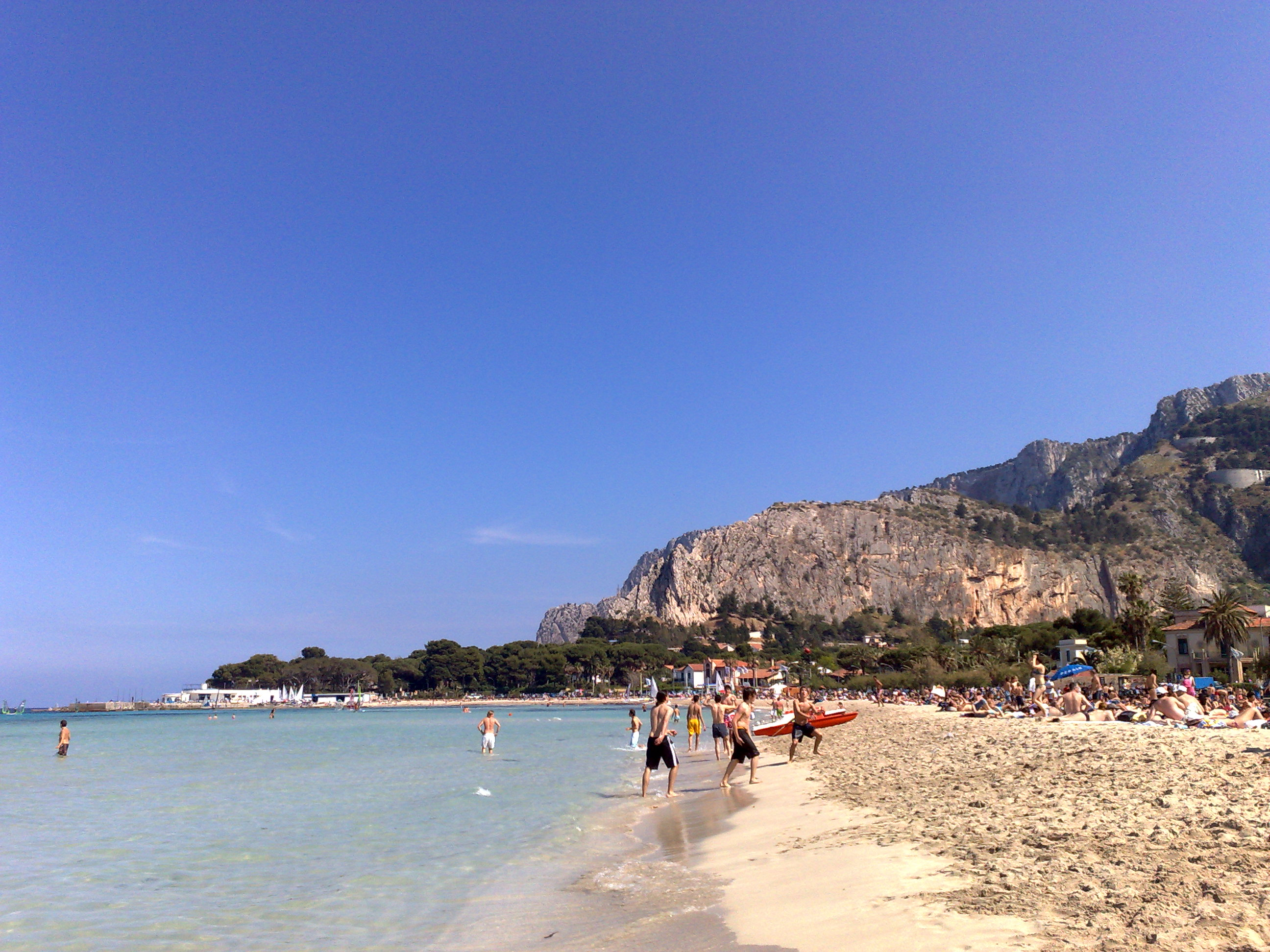
Les plages de sable de Mondello comptent parmi les principales attractions touristiques de la ville.

En 2010, 1,2 million de personnes vivaient dans la ville métropolitaine de Palerme, dont 655 875 dans les limites administratives de la ville, 47,4 % d'hommes et 52,6 % de femmes. Les personnes de moins de 15 ans représentaient 15,6 % de la population recensée contre 17,2 % de retraités. Ce chiffre est à comparer à la moyenne italienne de 14,1 % de personnes de moins de 15 ans et de 20,2 % de retraités. L'âge moyen des habitants de Palerme est de 40,4 ans contre 42,8 ans en Italie. Au cours de la décennie 2000, la population de Palerme a diminué de 4,5 %, tandis que la population de l'Italie, dans son ensemble, a augmenté de 6,0 %. La raison du déclin démographique de Palerme est l'exode de la population vers les banlieues ou vers le nord de l'Italie. Le taux de natalité actuel de Palerme est de 10,2 naissances pour 1 000 habitants, contre une moyenne italienne de 9,3 naissances.

### Immigration
Les étrangers représentaient en 2013 un peu moins de 4 % de la population palermitaine, mais 5,8 % des naissances dans la ville. Les communautés les plus importantes sont originaires d'Asie du Sud, principalement du Sri Lanka et du Bangladesh.

### Sports
Palerme dispose d'une équipe de football professionnelle, le Palermo Football Club, communément appelé le Palermo, qui évolue actuellement en Serie B depuis 2022.
Ville de courses, Palerme accueillait autrefois la Targa Florio, une course automobile sur route ouverte organisée près de la ville. Fondée en 1906, elle était l'une des plus anciennes courses de voitures de sport jusqu'à sa suppression en 1977 pour des raisons de sécurité, mais elle est depuis organisée en tant qu'épreuve de rallye. Palerme a accueilli le grand départ du Giro d'Italia 2008. L'étape initiale était un contre- la-montre par équipes (TTT) de 28,5 km de long.
L'annuel tournoi de tennis de Palerme, dédié au tennis professionnel féminin, appartient au rang des compétitions du WTA Tour.
La ville dispose également d'une équipe de football américain, les Eagles United Palermo, qui joue ses matchs à domicile au stade municipal de Carini.

### Enseignement
L'université de Palerme, la deuxième de l'île en termes d'ancienneté, accueillait 63 000 étudiants en 2006. Fondée officiellement sous sa forme actuelle en 1806, ses archives conservent des textes de médecine et juridiques remontant jusqu'à la seconde moitié du XVe siècle. Outre les promeneurs et les visiteurs, le jardin botanique de Palerme (Orto botanico) accueille le campus du département de sciences naturelles de l'université.

### Cultes

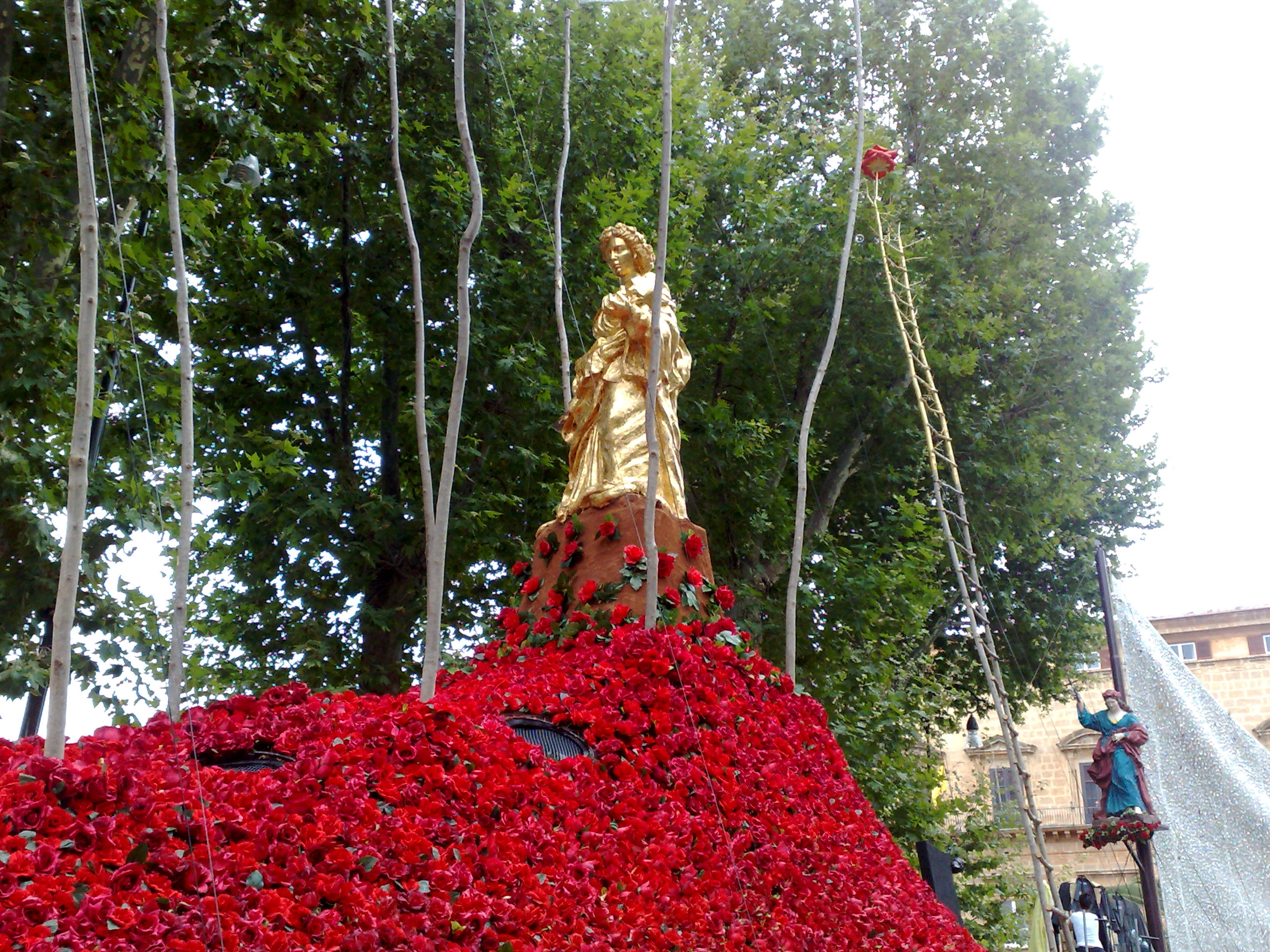
Idole de sainte Rosalie sur son char rempli de roses.

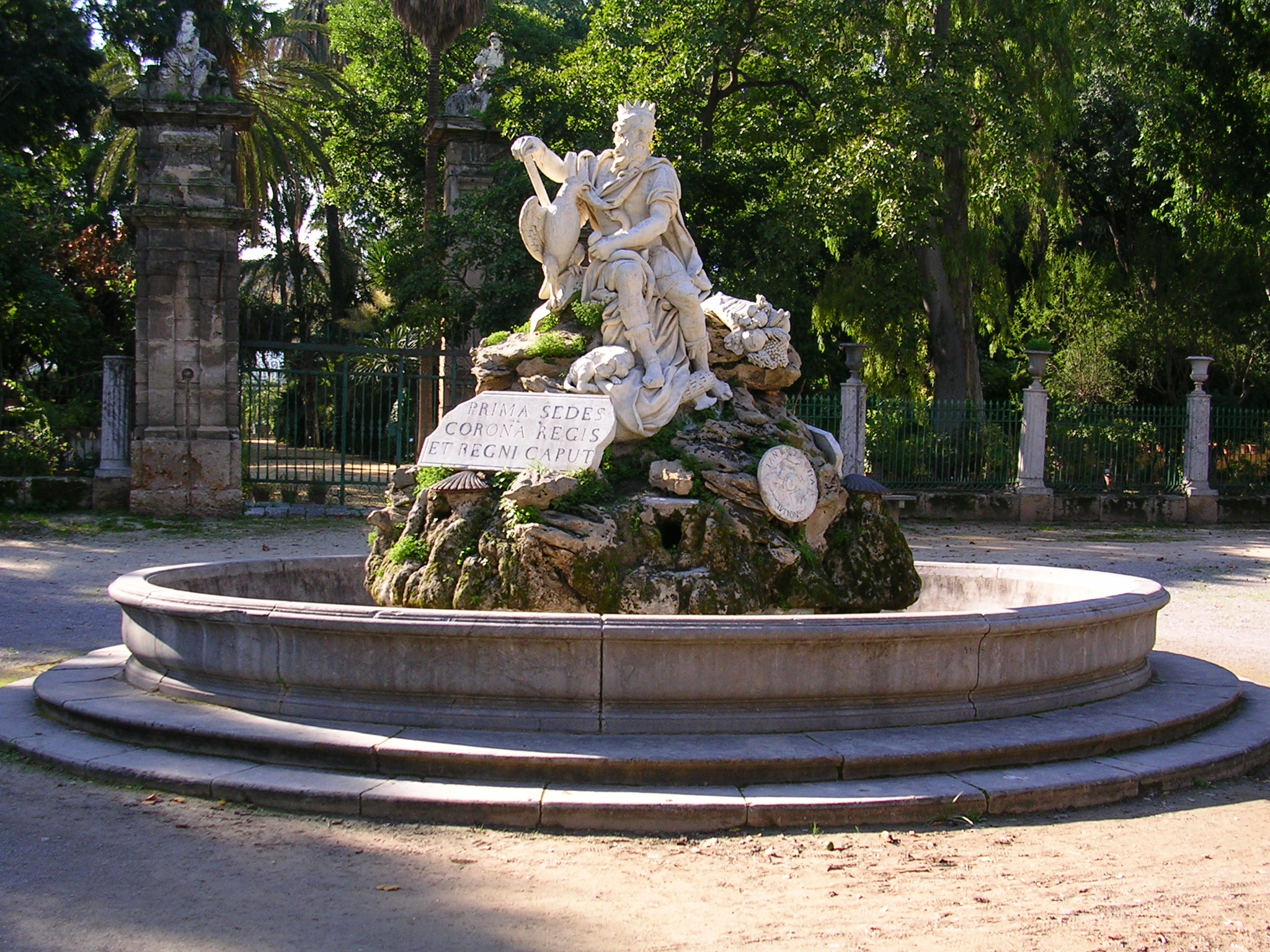
Génie de Palerme.

La patronne de la ville de Palerme est sainte Rosalie, qui est très vénérée par les habitants.
Tous les mois de juillet, les Palermitains célèbrent le Festino en son honneur, qui est l'une des dates clefs du calendrier événementiel de la ville. À cette occasion, des statues de la sainte sont emmenées en procession dans les rues de la ville pour commémorer le miracle qui lui est attribué, celui d'avoir protéger les habitants de Palerme face à l'épidémie de peste de 1624 qui sévissait dans la région. Ses reliques sont conservées dans un sanctuaire sur le mont Pellegrino surplombant la ville.
Jusqu'en 1624, Palerme ne comptait pas une mais quatre patronnes, une pour chacun des quatre quartiers qui composaient alors la ville : sainte Agathe, sainte Christine, sainte Nymphe et sainte Olive.
Sainte Lucie est également honorée par une fête le 13 décembre, lors de laquelle les Palermitains ne consomment aucun aliment à base de farine mais font seulement bouillir le blé à la place pour préparer un plat spécifique appelé la cuccìa. Cette fête commémore la fin d'un épisode de famine dans la ville grâce à un miracle attribué à la sainte : un bateau rempli de céréales débarqua mystérieusement dans le port et la population, affamée, se contenta seulement de faire cuire les grains de blé pour se nourrir le plus rapidement possible.
Saint Benoît le Maure est le protecteur céleste de la ville de Palerme.
L'ancien patron laïc de la ville était le Génie de Palerme, genius loci et numen protecteur des lieux, qui est redevenu le patron séculier de la Palerme moderne.

## Économie
Palerme est un grand pôle tertiaire. En tant que la capitale de la Sicile, de nombreux services administratifs ont leur siège dans la ville. Le tourisme et les services y tiennent également un rôle important, grâce à son climat et à son très riche patrimoine culturel, et bénéficient de la présence d'un aéroport international. L'industrie, notamment les chantiers navals, et l'agriculture sont de nos jours moins développées. La ville connaît cependant toujours un taux de chômage élevé, une corruption très importante et un important marché noir (Palerme demeure le foyer de la mafia sicilienne).

## Culture et patrimoine
En 2015, la Palerme arabo-normande (le palazzo dei Normanni et la cappella palatina, la chiesa di San Giovanni degli Eremiti, la chiesa di Santa Maria dell'Ammiraglio, la chiesa di San Cataldo, la cathédrale de Palerme, le palazzo della Zisa et le ponte dell'Ammiraglio,) est inscrite avec les cathédrales de Monreale et de Cefalù, au patrimoine mondial par l'UNESCO, en tant que témoignage d'un « syncrétisme socio-culturel entre les cultures occidentales, islamique et byzantine de l'île » et « de la coexistence fructueuse de peuples d'origines et de religions diverses (musulmanes, byzantines, latines, juives, lombardes et françaises). »
- Architecture religieuse
'"`UNIQ--templatestyles-00000017-QINU`"'  - 1Cathédrale
  - 2Église de la Martorana
  - 3Église San Cataldo
  - 4Église du Gesù
  - 5Église Saint-Jean des Ermites
  - 6Basilique de la Santissima Trinità del Cancelliere (it)
  - 7Église San Domenico
  - 8Église du Carmine Maggiore (it)
- Architecture civile
'"`UNIQ--templatestyles-00000017-QINU`"'  - 1Palais des Normands
  - 2Palais de la Zisa
  - 3Teatro Massimo Vittorio Emanuele
  - 4Théâtre de marbre
  - 5Palais de la Cuba
  - 6Château de Maredolce (it)
- Espace public
'"`UNIQ--templatestyles-00000017-QINU`"'  - 1Piazza Pretoria
  - 2Quattro Canti
  - 3Porta Felice
  - 4Gare de Palerme-Centrale
  - 5Port de Palerme
  - 6Aéroport de Palerme

### Architecture et monuments remarquables

#### Architecture civile

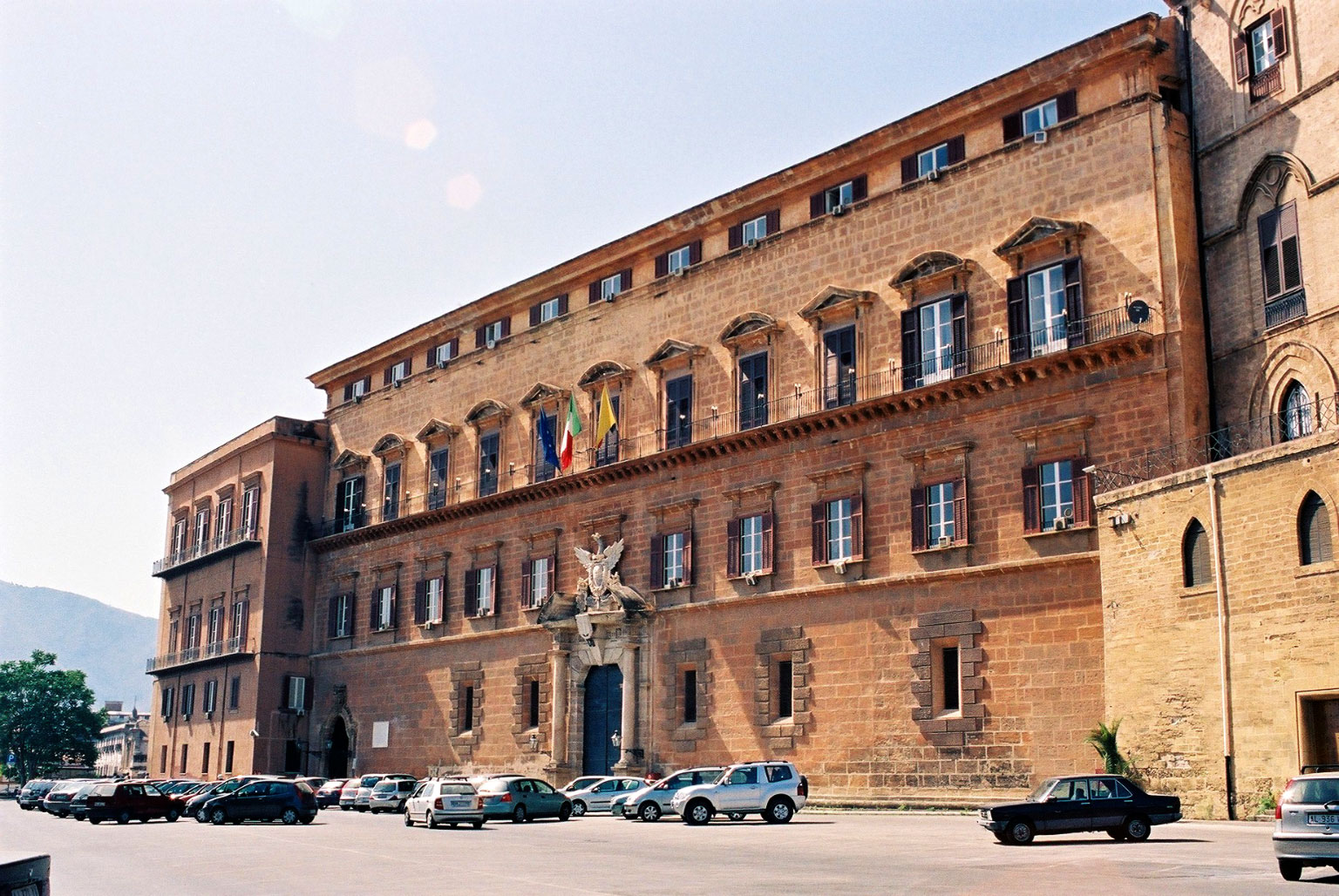
Le palais des Normands, siège de l'assemblée régionale de Sicile.

- Le palais des Normands, siège de l'assemblée régionale de Sicile.Le palazzo dei Normanni (palais des Normands, XIe et XIIe siècles), le plus pur exemple de l'architecture normande en Sicile, il abrite la cappella palatina ;
- La Zisa (1164-1170) et la Cuba, respectivement édifiés sous les règnes de Guillaume Ier et Guillaume II de Sicile, sont de vastes manoirs traditionnellement employés comme résidences de chasse par les souverains de Palerme. La Cuba était autrefois entourée d'eaux et la Zisa, dont le nom provient de l'arabe al-Aziz, « la Splendide », abrite une collection de céramiques, bassins et candélabres du temps de l'émirat de Sicile ;
- Le palazzo Natoli (XIIIe siècle), construit pour le marquis Vincenzo Natoli, les fresques à l'intérieur racontent l'histoire millénaire de la famille Natoli ;
- Le palazzo Chiaramonte (XIVe siècle) ;
- Le palazzo Abatellis (XVe siècle), construit pour Francesco Abatellis, préfet de Palerme. La bâtisse présente une architecture massive mais élégante typique du style gothique de Catalogne avec des influences Renaissance ;

Piazza Pretoria.

- Piazza Pretoria.La piazza Pretoria (1544-1555), bordée d'églises et de palais avec au centre la grande fontaine circulaire réalisée par Francesco Camilliani, à l'origine pour une villa de Florence et transportée sur place en 1575. À cette époque, elle était surnommée la « fontaine de la honte » à cause de ses représentations de nymphes dénudées ;
- Les Quattro Canti sont le centre névralgique de la ville, à l'intersection de la via Maqueda et du corso Vittorio-Emmanuele. Au XVIIe siècle, la ville baroque était ainsi divisée en quatre grands quartiers. Quatre maisons baroques ornées de fontaines, de statues représentant les saisons et surmontées de blasons agrémentent ce carrefour. Jusqu'en 1624, Palerme était placée sous la protection de quatre saintes patronnes relatives à chacune des quatre portions de la ville : sainte Agathe de Catane, sainte Christine de Tyr, sainte Nymphe de Palerme et sainte Olive de Palerme ;
- Le monument à Charles Quint (1631), sur la piazza Bologni, érigée en souvenir de la visite de l'empereur en 1535.
- Le Cabinet de curiosités: chambre des merveilles qui fait partie d'une maison situé dans le quartier de l'Albergheria.

#### Architecture religieuse

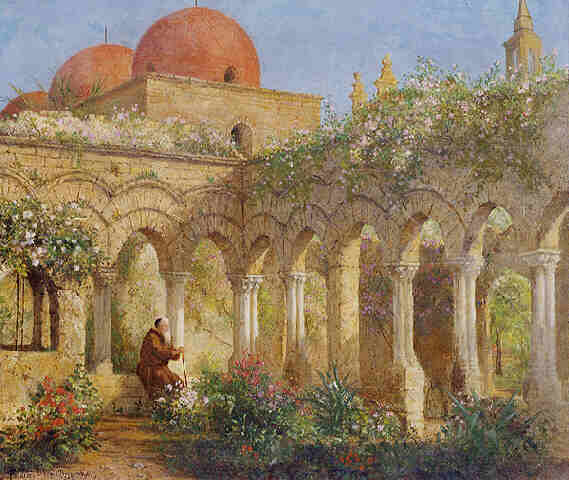
Le moine solitaire, peinture d'E. W. Perry figurant un moine dans le cloître de la chiesa di San Giovanni degli Eremiti.

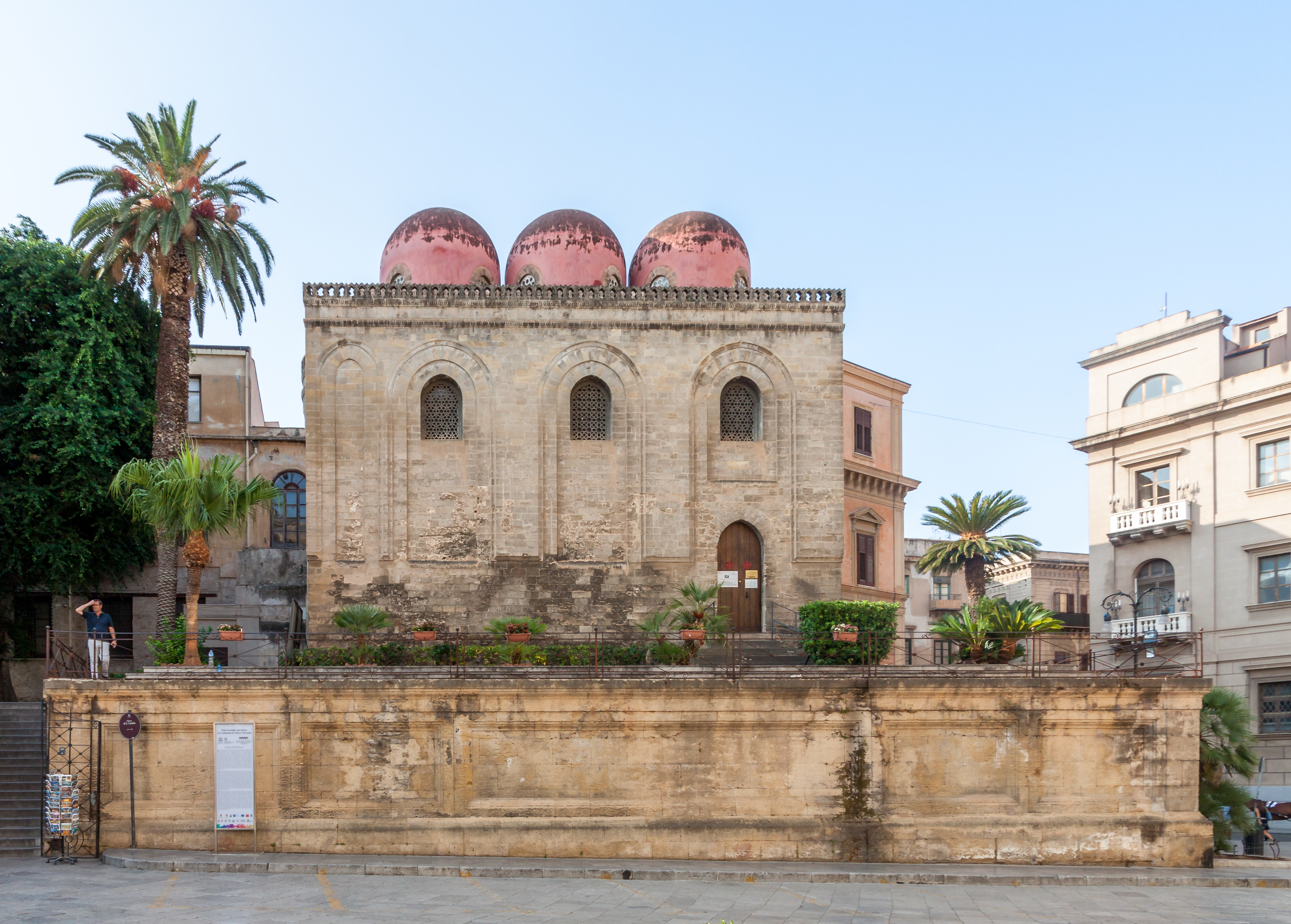
La chiesa di San Cataldo.

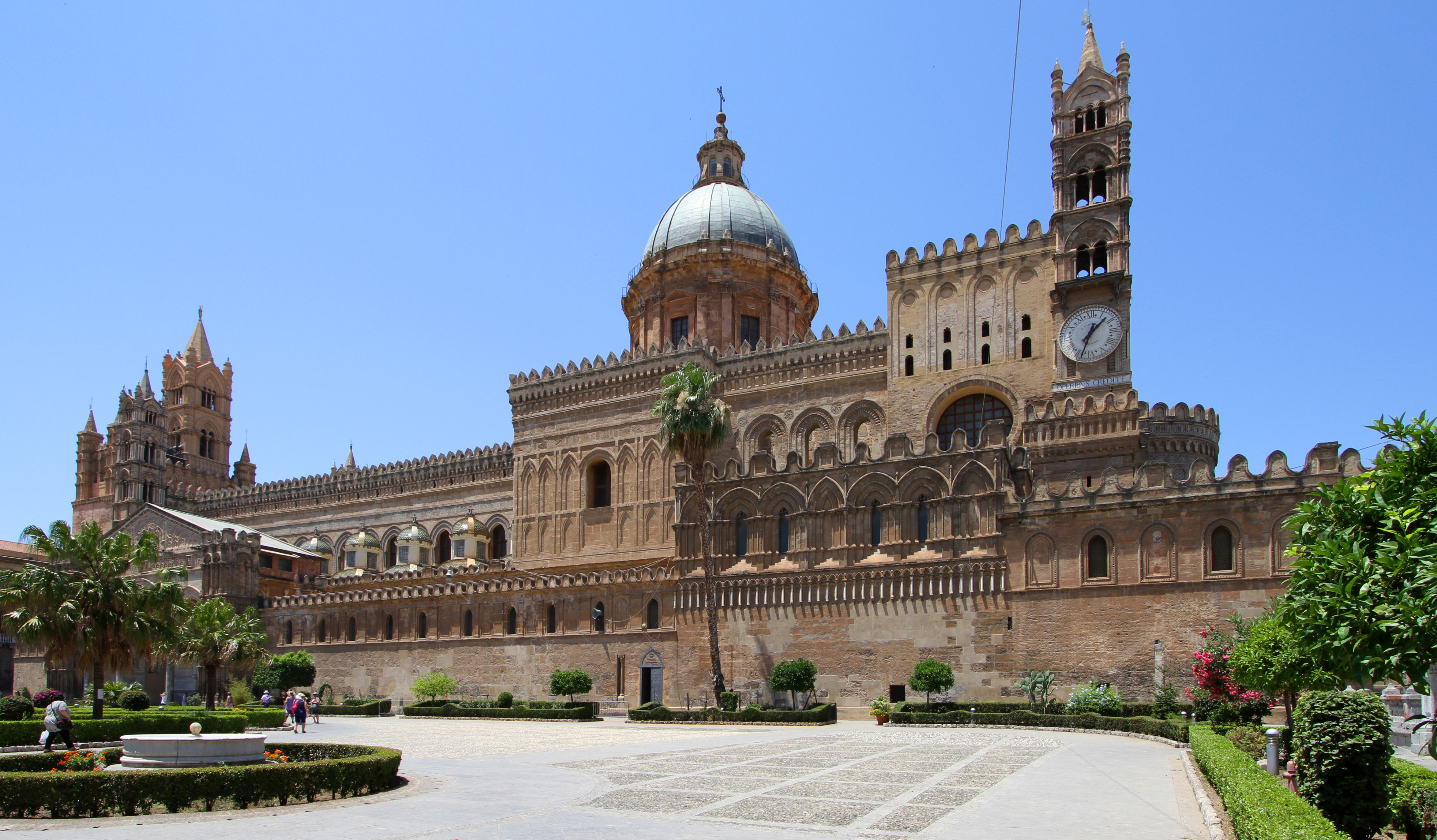
La cathédrale de Palerme.

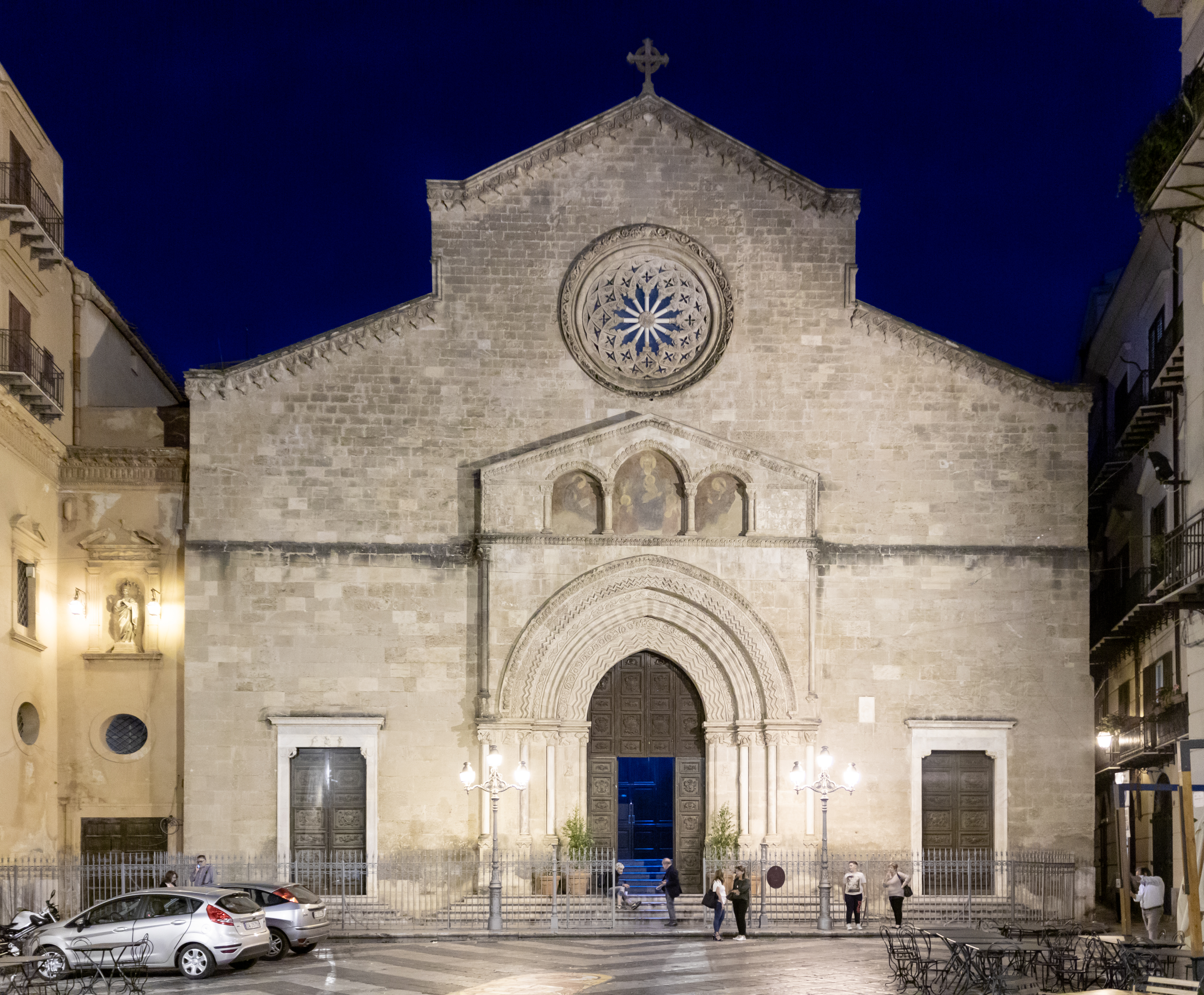
La chiesa di San Francesco d'Assisi.

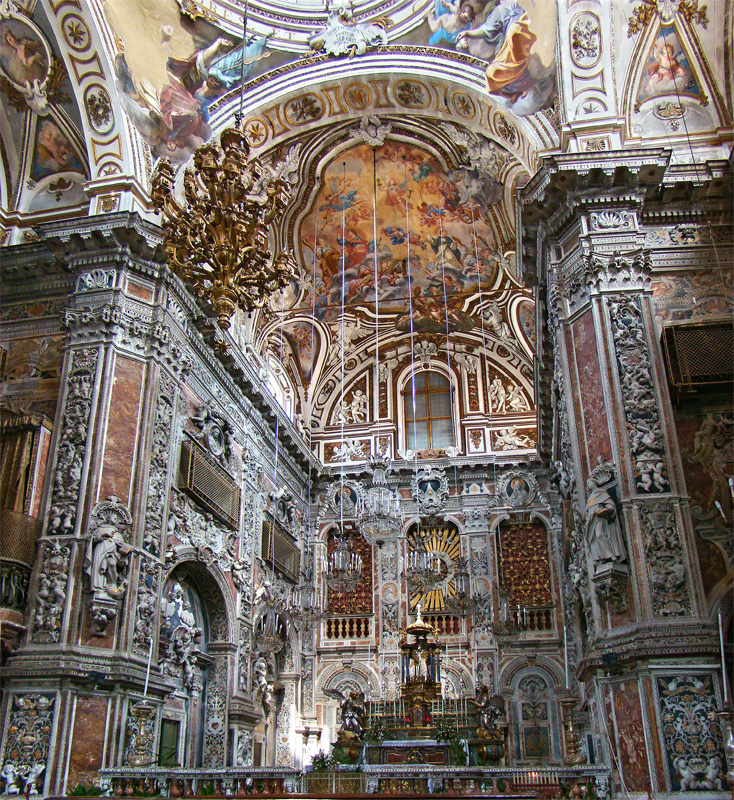
Intérieur de la chiesa di Santa Caterina.

- Le moine solitaire, peinture d'E. W. Perry figurant un moine dans le cloître de la chiesa di San Giovanni degli Eremiti.La chiesa di San Cataldo.La cathédrale de Palerme.La chiesa di San Francesco d'Assisi.Intérieur de la chiesa di Santa Caterina.La chiesa di San Giovanni degli Eremiti (Saint-Jean des Ermites, 1030), église normande surmontée de cinq dômes rouges de l'époque arabe. Elle possède également un cloître aux colonnes géminées et à la végétation abondante ;
- La chiesa di San Giovanni dei Lebbrosi (1071) ;
- La chiesa della Martorana (Santa Maria dell'Ammiragliato, 1143), église dotée d'un campanile et possédant un ensemble de mosaïques d'origine byzantine dans la coupole. Les bas-côtés de la nef sont ornés de deux panneaux de mosaïques représentant le roi Roger II de Sicile en costume d'apparat couronné par le Christ au pied de la Vierge. Elle est accolée à la chiesa di San Cataldo sur la piazza Bellini, dans l'hypercentre ;
- La chiesa di San Cataldo (1154–1160), située piazza Bellini, construite dans le style arabo-normand avec trois dômes roses ;
- La cathédrale Notre-Dame de l'Assomption de Palerme (1169-1190) présente un conglomérat de styles, en fonction des apports de chaque civilisations qui se sont succédé dans la ville. Construite par un archevêque normand sur l'emplacement d'une ancienne église reconvertie en mosquée par les Arabes, un architecte italien lui adjoignit un dôme en 1801. L'intérieur fut profondément remanié ;
- La cappella palatina (chapelle palatine, XIIe siècle), à l'intérieur du palais des Normands, abrite de remarquables mosaïques alliant traditions d'Orient et d'Occident ainsi qu'un toit réalisé par des artisans arabes ;
- La chiesa della Magione (1191), dédiée à la sainte Trinité, cette église a été construite dans le style normand de l'époque par Matteo d'Ajello qui en fit don à des moines cisterciens ;
- La chiesa di San Francesco d'Assisi (1255-1277), construite à l'emplacement de deux églises préexistantes et largement remaniée au fil des siècles. Après avoir été endommagée par les bombardements de 1943, l'église a été restaurée dans son aspect médiéval, qui comprend maintenant une partie de l'édifice d'origine, notamment les absides et le portail gothique de la façade. L'intérieur comprend une nef et deux bas-côtés séparés par deux rangées de pilastres cylindriques. Certaines des chapelles latérales sont de style Renaissance. L'église renferme de précieuses sculptures d'Antonio et Giacomo Gagini ainsi que de Francesco Laurana. Les sculptures furent ajoutées par Giacomo Serpotta en 1723 ;
- La chiesa di Santa Maria della Gancia (XVe siècle) ;
- La chiesa di San Domenico (1458-1480), près de la via Roma, modèle d'architecture baroque accueillant le « Panthéon des illustres Siciliens » ;
- La chiesa di Santa Maria della Catena (1490-1520), conçue par Matteo Carnilivari, elle doit son nom aux chaînes (catene) qui étaient autrefois liées à l'une de ses parois ;
- La chiesa di Santa Maria dello Spasimo (1506), tour à tour église, hospice pour les malades et aujourd'hui fascinant auditorium en plein air, qui accueille occasionnellement des expositions et des spectacles musicaux. Elle inspira à Raphaël son célèbre tableau Le Portement de Croix, exposé au musée du Prado ;
- La chiesa di Santa Caterina (1566–1596), sur la piazza Bellini, elle représente l'une des formes les plus achevées du baroque sicilien. La nef, le transept et les chapelles latérales sont recouverts de marbres polychromes, de fresques ou de sculptures en stuc. L'autel de pierre dure comporte un tabernacle en améthyste. Cette église, œuvre des plus grands artistes de l'époque, tels Giacomo Amato, Gaetano Lazzara, Andrea Palma (créateurs des mosaïques de marbre) et le sculpteur Antonello Gagini, n'est ouverte que pour l'office dominical ;
- La chiesa di San Giuseppe dei Teatini, située près des Quattro Canti, parfait exemple de baroque sicilien ;
- La chiesa del Gesù (1564–1633), restaurée après avoir été détruite par un bombardement lors de la Seconde Guerre mondiale. Construite à l'origine par les Jésuites dans un style Renaissance à l'emplacement d'un ancien couvent de moines basiliens. Des modifications apportées en 1591 lui ont conféré un style baroque sicilien. L'intérieur présente un plan en croix latine avec une nef et deux bas-côtés, et présente une décoration particulièrement riche en marbres, marqueteries et stucs, notamment dans la cappella Sant'Anna. À sa droite se trouve la Casa Professa, avec un portail de 1685 et un précieux cloître du XVIIIe siècle. Le bâtiment abrite la bibliothèque municipale depuis 1775 ;
- L'oratorio del Rosario (1578, complété par Giacomo Serpotta en 1710-1717) ;
- La chiesa di Santa Teresa alla Kalsa (1686-1706), dont le nom dérive de Al-Khalisah, terme arabe signifiant élu, fut construite sur le site de l'ancienne résidence de l'émir. Elle est l'un des meilleurs exemples du baroque sicilien et possède une seule nef aérée, avec des décorations en stuc du début du XVIIIe siècle ;
- L'oratorio di San Lorenzo (1690-1706), travaillant le stuc, le sculpteur rococo Giacomo Serpotta et sa famille ont décoré l'église avec une telle profusion de statues et une telle abondance de putti que les murs paraissent vivants. En octobre 1969, deux voleurs ont retiré de son cadre la Nativité avec saint François et saint Laurent du Caravage. Elle n'a jamais été retrouvée depuis[49],[50].

#### Architecture militaire

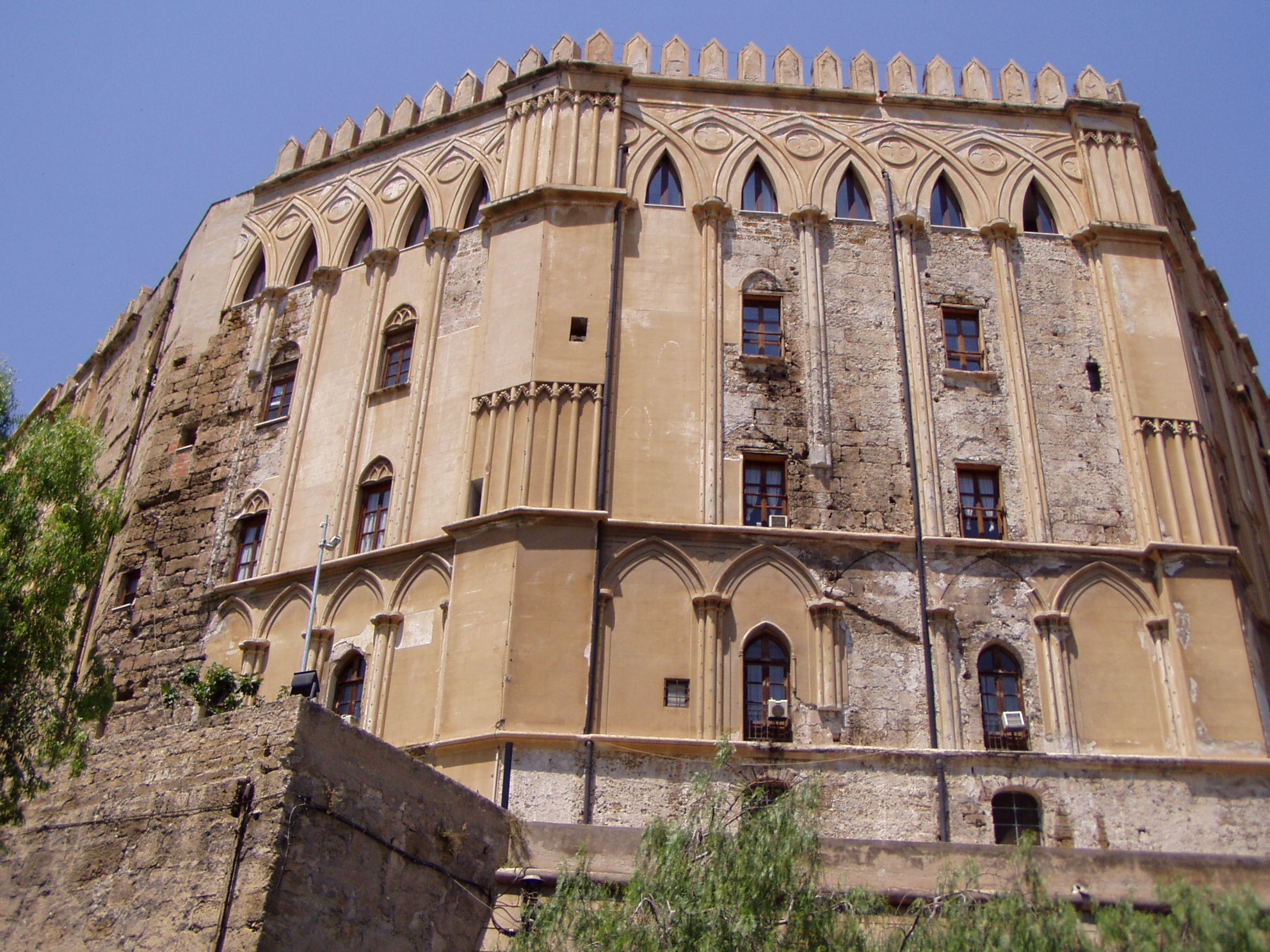
Traces de remparts intégrés au palais des Normands.

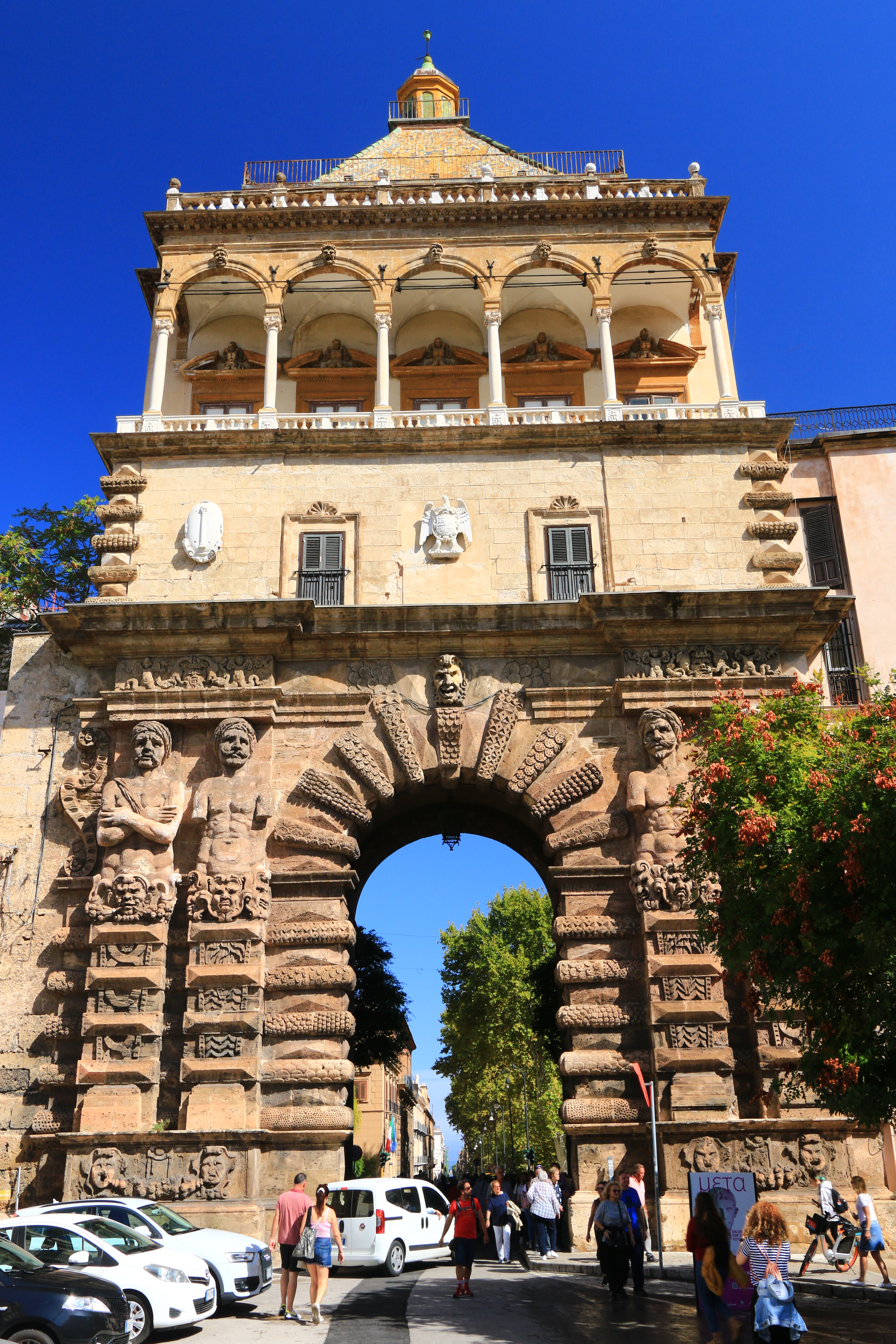
La porta Nuova.

Palerme a été protégée par deux murs d'enceinte aujourd'hui démolis mais dont il subsiste des vestiges disséminés tout autour du centre historique. La première muraille cernait les deux noyaux urbains de la ville phénicienne, la Paleápolis et la Neápolis. L'agglomération primitive s'étendait dans un sens est-ouest de part et d'autre de l'actuelle via Vittorio-Emanuele jusqu'à la via Roma à son extrémité orientale tandis que son port se situait à proximité de la piazza Marina.
Les remparts suivaient le cours des deux rivières qui délimitaient la ville, le Papireto et la Kemonia, qui formaient des douves naturelles renforçant la sécurité prodiguée par cet ouvrage militaire considérable pour l'époque. Ils furent probablement détruits puis érigés de nouveau à l'époque romaine, comme on peut le déduire du récit ultérieur de Procope de Césarée sur la prise de Palerme.
Au Moyen Âge, la muraille antique fut doublée d'un second rempart alors que la via Vittorio-Emanuele faisait toujours office de centre est-ouest au sein de la ville fortifiée. La porta Nuova, qui nous est parvenue intacte, formait sa brèche occidentale. Le Castello a Mare gardait l'entrée du port de La Cala à l'angle nord-est des remparts. Côté mer, la muraille longeait le foro Italico.

#### Patrimoine environnemental

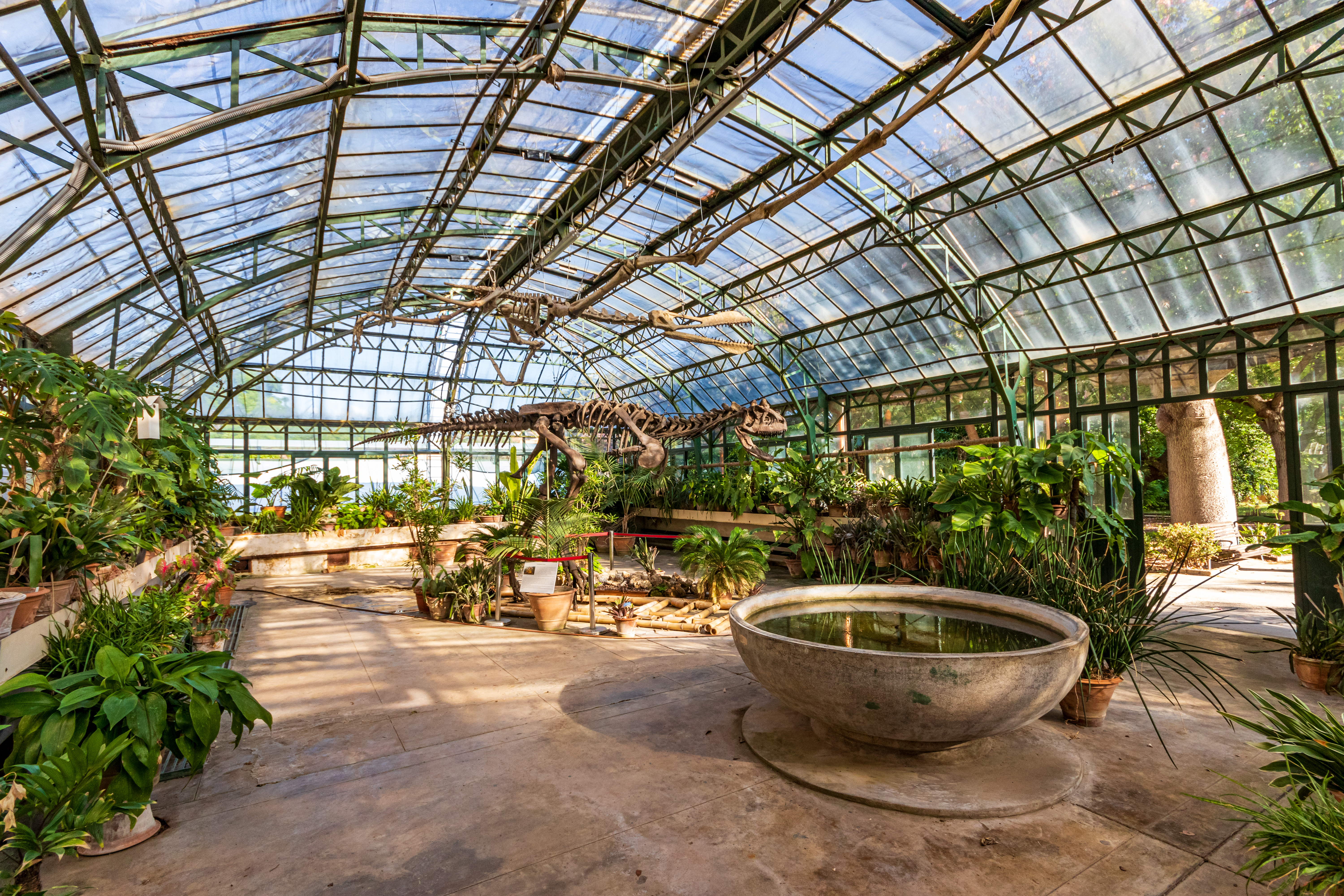
Serre du jardin d'hiver à l'ortho botanico de Palerme.

Le jardin botanique de Palerme, créé en 1785, est le plus vaste d'Italie avec une surface de 10 ha.
En surplomb de Palerme, le mont Pellegrino, haut de 600 m, offre un panorama sur la ville, les montagnes environnantes et la mer.
Le second point d'observation de la ville est le promontoire du mont Gallo (586 m), au-dessus des plages de Mondello.
Sur la piazza Marina, on peut trouver un Ficus macrophylla mesurant plus de 32 m de hauteur sur 30 m de circonférence. Ce figuier est probablement l'arbre le plus épais d'Europe.

#### Autres
Le « Mur de la Légalité » (Muro della Legalità), sur la piazza degli Aragonesi, est une œuvre de street-art représentant 38 personnalités importantes ayant contribué à la lutte contre la mafia. Le projet a été inauguré en juillet 2022 et est le fruit du travail conjoint de 19 artistes.
La cathédrale dispose d'un héliomètre (horloge solaire) datant de 1690, à l'instar des nombreux autres instruments de mesure astronomique fabriqués en Italie aux XVIIe et XVIIIe siècles. L'appareil en lui-même est assez rudimentaire : un minuscule trou au sein du toit fait office de sténopé, projetant la lumière du soleil sur le sol à midi (12h00 en hiver, 13h00 en été). Une barre de bronze, la Meridiana, est déposée sur le sol précisément du nord au sud. Les extrémités de la barre marquent les positions du soleil aux solstices d'été et d'hiver ; les signes du zodiaque indiquent marquent celles de toutes les autres dates de l'année. Le but de cet instrument était d'établir une norme à la mesure du temps et au calendrier. En Sicile, la tradition voulait que la durée du jour (24 heures) commence à partir du lever du soleil, ce qui impliquait qu'il n'était pas la même heure selon les régions du royaume. En outre, il était important de savoir avec précision quand se produisait l'équinoxe de printemps, afin de déterminer la date exacte de Pâques.
Les catacombes du couvent des Capucins sont constituées de galeries souterraines aux murs desquelles sont accrochées 8 000 corps momifiés des années 1850, avec leurs habits. Beaucoup sont presque intacts, avec leurs cheveux, d'autres présentent un aspect desséché. À la différence de celles de Rome, ces catacombes n'ont pas été découvertes lors de fouilles archéologiques ; les cadavres étaient dès l'origine destinés à être vus. La conservation des dépouilles funéraires se pratique dans de nombreux endroits mais les cadavres ne sont habituellement jamais ainsi exposés. Les catacombes ont été l'un des lieux de tournage du film Cadavres exquis.

Sur la via Roma se trouve le palazzo delle Poste, un bâtiment officiel du gouvernement italien créé sous l'ère mussolinienne dans un style architectural proche du classicisme dépouillé. Il a été conçu par l'architecte rationaliste puis fasciste en titre du gouvernement, Angiolo Mazzoni. Son élément le plus célèbre est peut-être le cycle de cinq peintures murales de style futuriste peintes par l'artiste Benedetta Cappa intitulé « Sintesi delle Comunicazioni » (Synthèse des Communications).

Chefs-d'œuvre palermitains
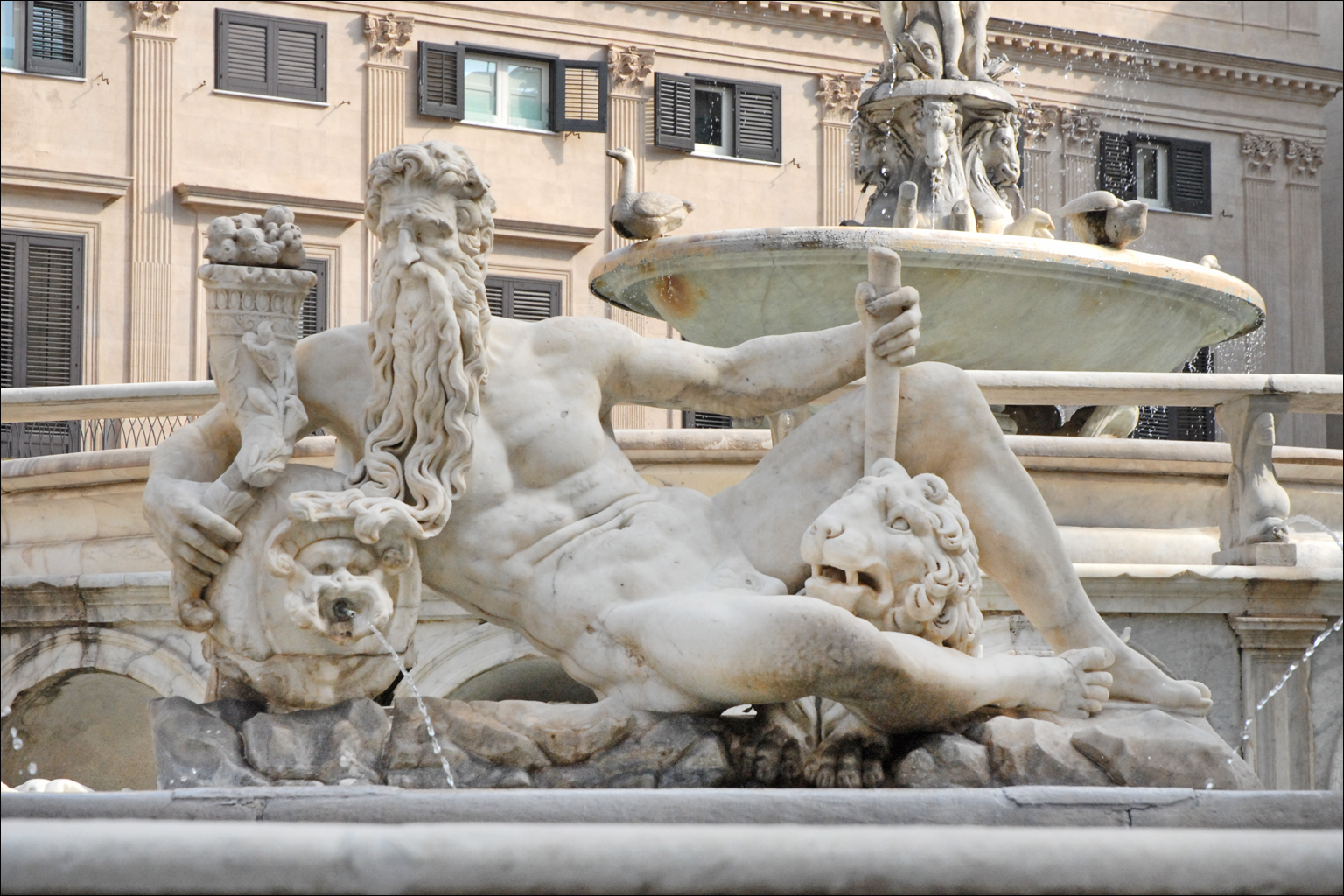
Fontana Pretoria.
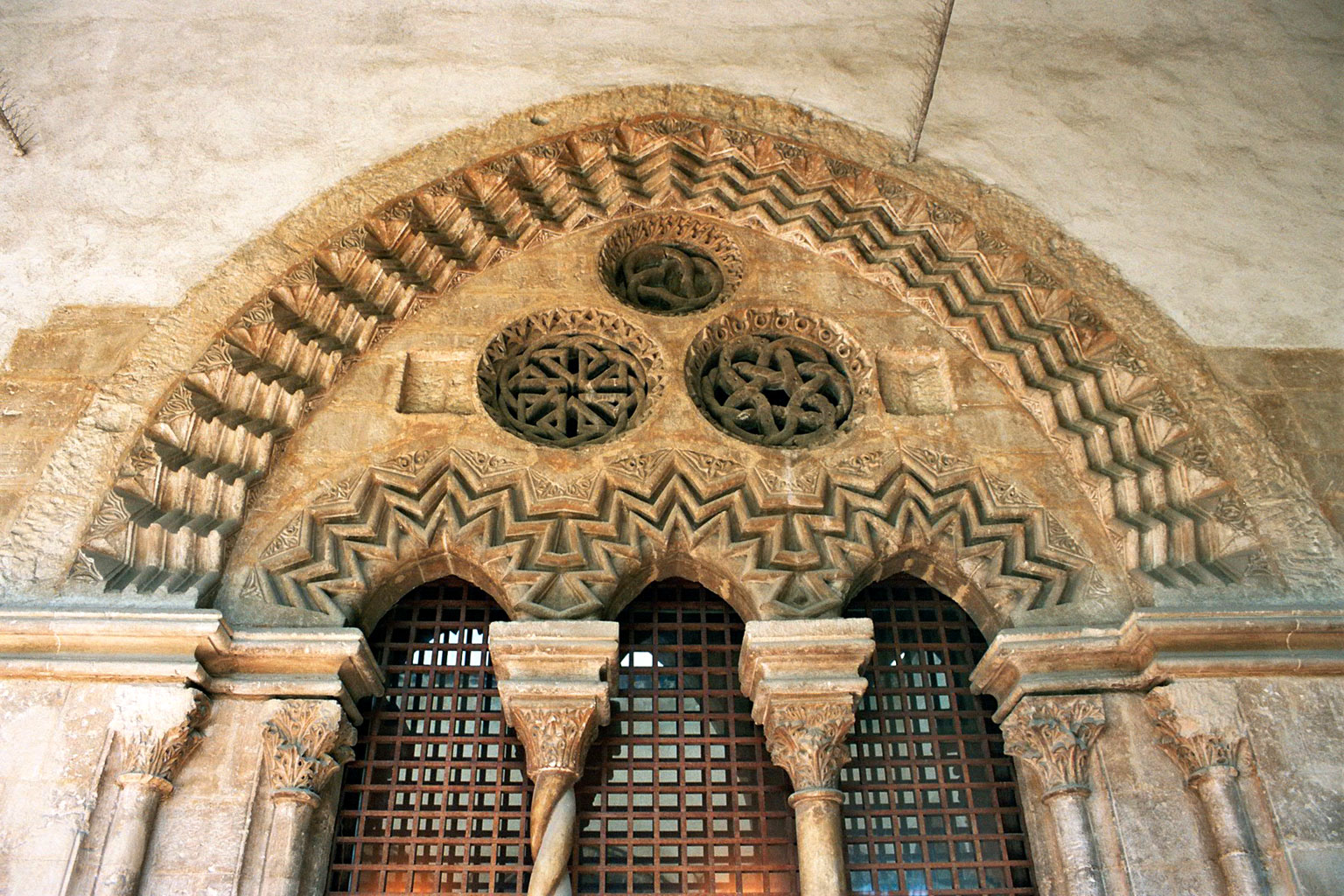
Détails de la façade du palazzo Chiaramonte.
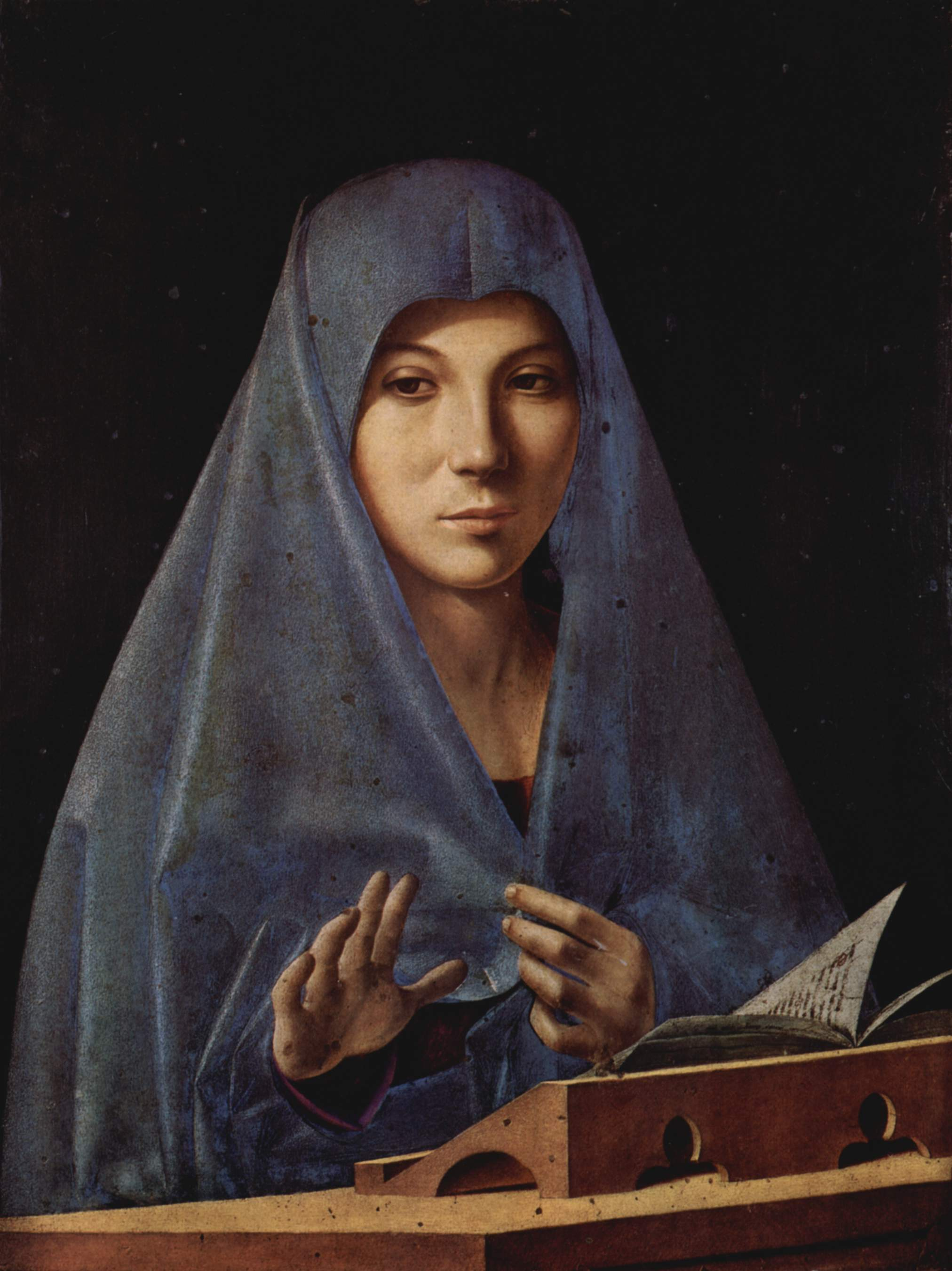
La Vierge de l'Annonciation, Antonello de Messine (1473).
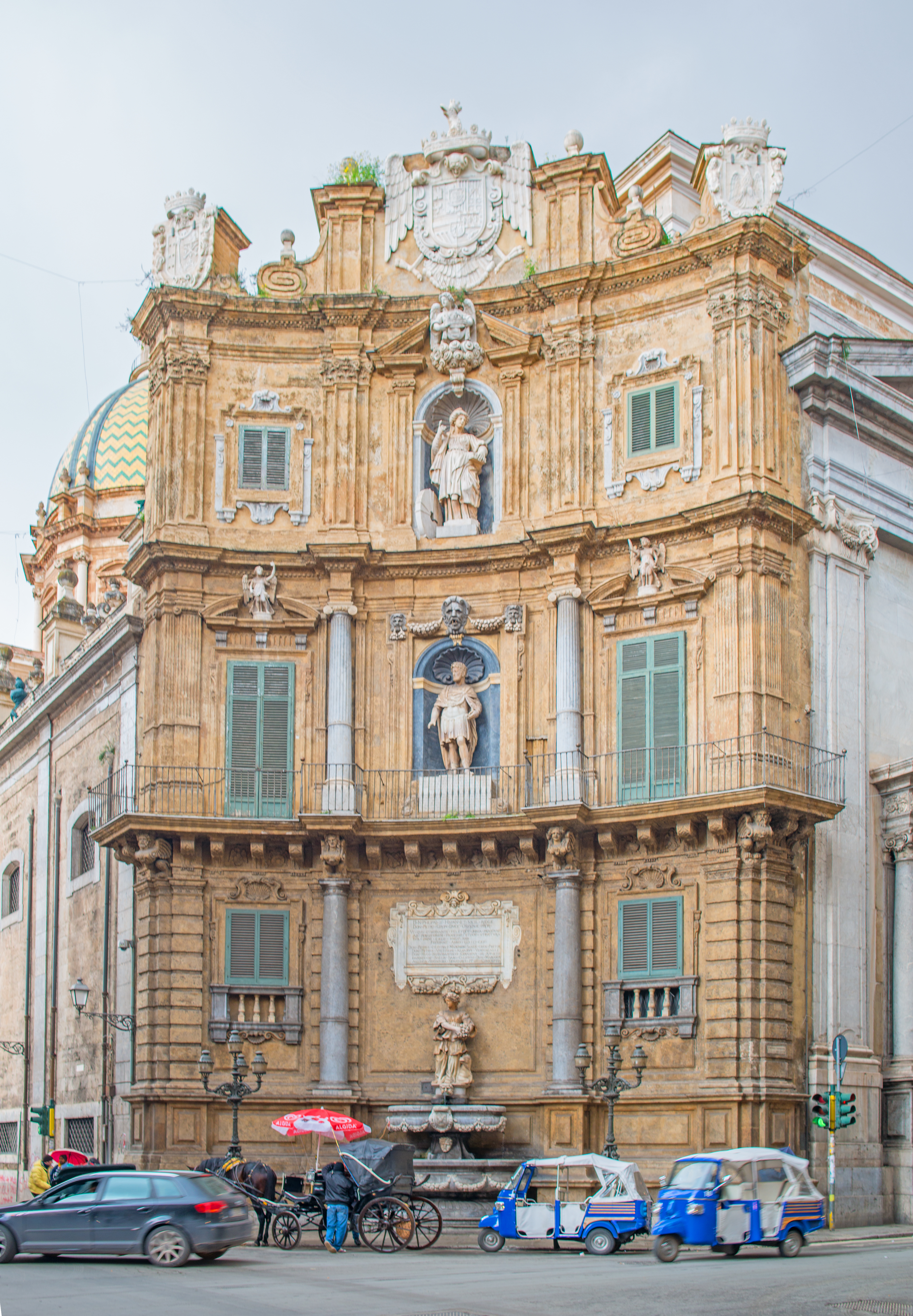
L'un des Quattro Canti.

### Équipements culturels

#### Musées
- Le palazzo Abatellis abrite la galerie régionale de Sicile. Au rez-de-chaussée : bois sculptés, vases arabes, sculptures de Gagini, buste d'Éléonore d'Aragon par Francesco Laurana (1471), Triptyque de Malvagna par Jan Mabuse (vers 1510) et fresque du XVe siècle (Le Triomphe de la mort). Au premier étage : peinture sicilienne du XIIe au XVIe siècle, multiples œuvres d'Antonello de Messine dont La Vierge de l'Annonciation, salle des croix avec deux crucifix gothiques ;
- Le musée archéologique régional Antonino-Salinas comprend de nombreux vestiges des civilisations étrusque, carthaginoise, romaine et hellénistique, dont les objets décoratifs des temples de Ségeste et de Sélinonte ;
- La galerie d'art moderne Sant’Anna (GAM) ;
- Le musée d'art et d’archéologie Ignazio-Mormino ;
- Le musée international des marionnettes Antonio-Pasqualino ;
- Le palazzo Riso, musée d'Art contemporain de Sicile ;
- La palazzina Cinese, ancienne résidence royale de la maison de Bourbon-Siciles accueillant le musée ethnographique sicilien.

#### Théâtres et opéras

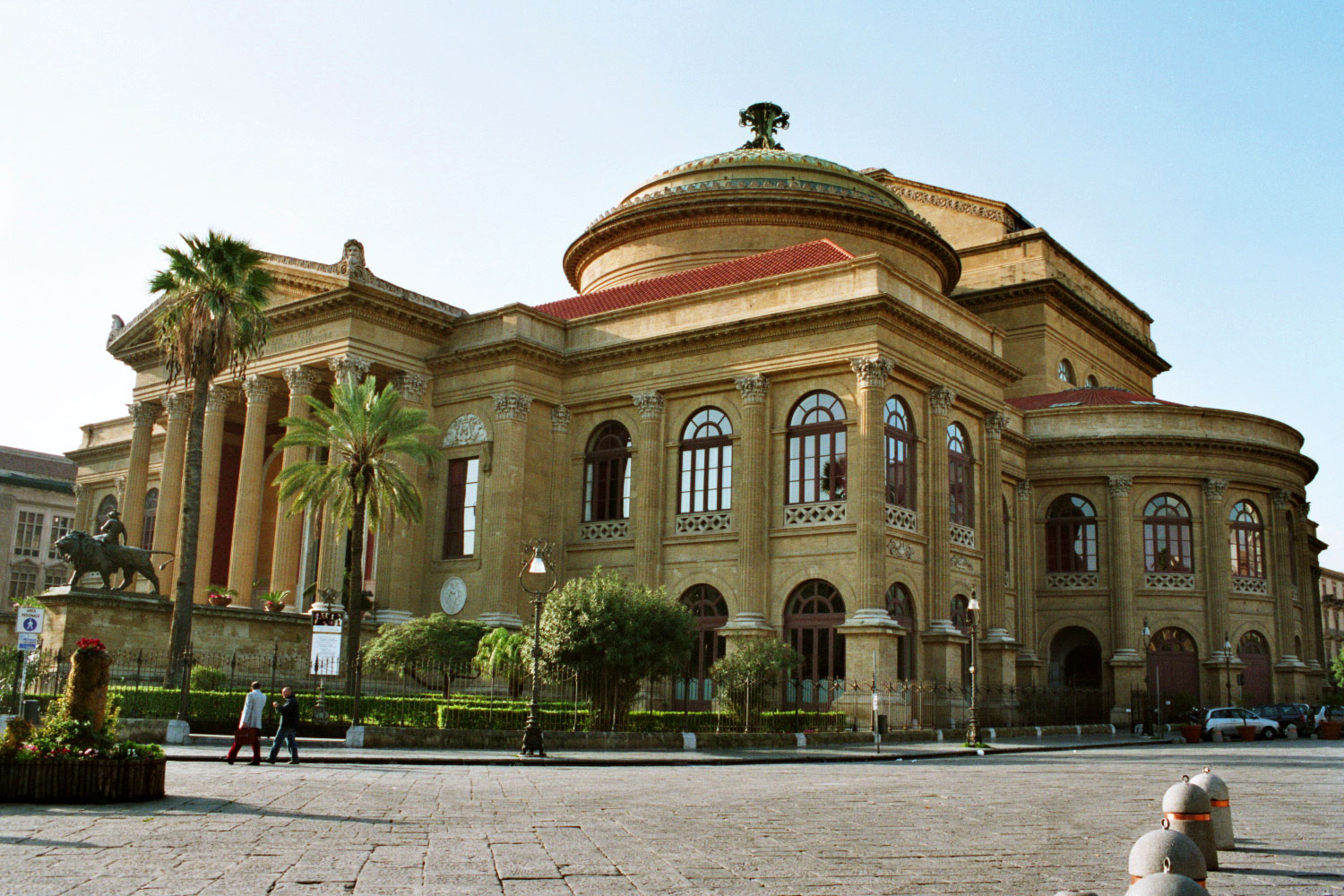
Teatro Massimo.

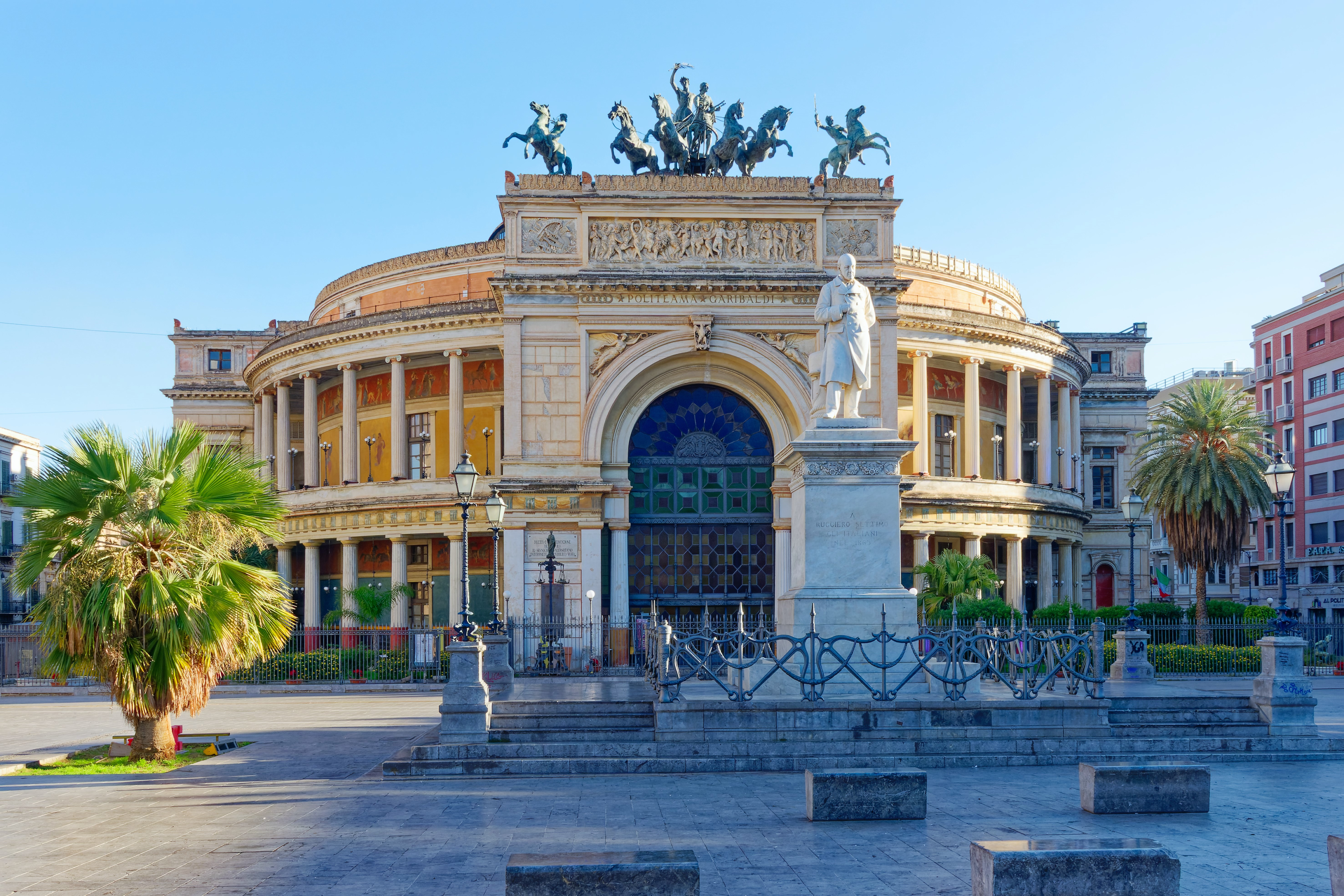
Teatro Politeama derrière le monument à Ruggero Settimo.

Jusqu'au début du siècle dernier, la ville de Palerme comptait plusieurs centaines de petites salles d'opéra-théâtre appelées magazzeni.
- Le Teatro Massimo (Grand Théâtre), construit entre 1875 et 1891 puis inauguré en 1897, est le plus grand opéra d'Italie (8 000 m2) et le troisième d'Europe après ceux de Paris et de Vienne. Construit dans un style néoclassique, sa capacité d'accueil est de 1 640 places et la scène peut réunir jusqu'à 700 acteurs en simultané. Il a notamment servi de décor à la grande scène finale du film Le Parrain 3 et Enrico Caruso y a interprété La Gioconda pour la saison d'ouverture avant d'y retourner pour chanter Rigoletto au crépuscule de sa carrière ;
- Teatro Politeama (1867-1874).

### Manifestations culturelles et festivités
- Festino : du 11 au 15 juillet, fêtes en l'honneur de sainte Rosalie, la patronne de la ville qui aurait sauvé les Palermitains lors d'une épidémie de peste en 1624. Le 15 juillet, une grande procession est organisée, suivie d'un feu d'artifice. La fête se poursuit le 3 septembre, lors d'une procession nocturne aux flambeaux sur le mont Pellegrino, où sont conservées les reliques de la sainte dans un sanctuaire à 458 m d'altitude ;
- Fête des morts : le 2 novembre les enfants reçoivent des cadeaux de la part des morts et l'on mange la pasta dei morti, biscuits durs recouvert de sucre blanc ;
- Efebo d'oro (it) : festival de cinéma à la mi-novembre.

### Films tournés à Palerme
- 1963 : Le Guépard, de Luchino Visconti (d'après le roman de Giuseppe Tomasi di Lampedusa), notamment à la mairie, au palais Gangi (séquence du bal) et sur la piazza Croce dei Vespri ;
- 1970 : Patton, de Franklin J. Schaffner ;
- 1971 : Confession d'un commissaire de police au procureur de la république, de Damiano Damiani, avec Franco Nero et Martin Balsam ;
- 1976 : Cadavres exquis, de Francesco Rosi, d'après le roman Il Contesto de Leonardo Sciascia ;
- 1984 : Cent Jours à Palerme, de Giuseppe Ferrara, avec Lino Ventura dans le rôle du général dalla Chiesa ;
- 1990 : Oublier Palerme, de Francesco Rosi, d'après le roman d'Edmonde Charles-Roux ;
- 1990 : Le Parrain 3, de Francis Ford Coppola ;
- 2007 : Rendez-vous à Palerme, de Wim Wenders ;
- 2013 : Palerme, d'Emma Dante ;
- 2019 : Le Traître, de Marco Bellocchio.

### Livres
- Revoir Palerme, de Magali Discours, (éditions Maison Pop)

### Personnalités liées à Palerme
- Giovanni Meli (1740-1815), poète et dramaturge ;
- Louise d'Orléans (1812-1850), reine de Belgique ;
- Stanislao Cannizzaro (1826-1910), chimiste ;
- Ernesto Basile (1857-1932), architecte ;
- Tommaso Buscetta (1928-2000), pentito de la mafia sicilienne ;
- Giovanni Falcone (1939-1992), juge ;
- Paolo Borsellino (1940-1992), juge ;
- Lando Buzzanca (1935-2022), acteur ;
- Sergio Mattarella (né en 1941), président de la République italienne ;
- Salvatore Schillaci (né en 1964), footballeur ;
- Luigi Lo Cascio (né en 1967), acteur ;
- Mario Balotelli (né en 1990), footballeur.

### Symboles

Blason officiel de la ville de Palerme.

Le drapeau de Palerme est similaire à celui de la région autonome de Sicile, mais la disposition des couleurs est différente. Le drapeau flottant sur la façade du palazzo Pretorio, l'hôtel de ville, ne contient pas d'armoiries. Cependant, des versions avec des armoiries d'apparence variable au centre ont été observées ; par exemple, dans les années 1950 et 1960, le drapeau portait les armoiries civiques d'Il Blasone in Sicilia.
Le blason de Palerme se compose d'un écu à fond rouge, frappé de la couronne de la ville, au centre duquel se trouve un aigle doré aux ailes ouvertes tenant dans ses griffes une légende portant les initiales « SPQP ».